# Opera botanica

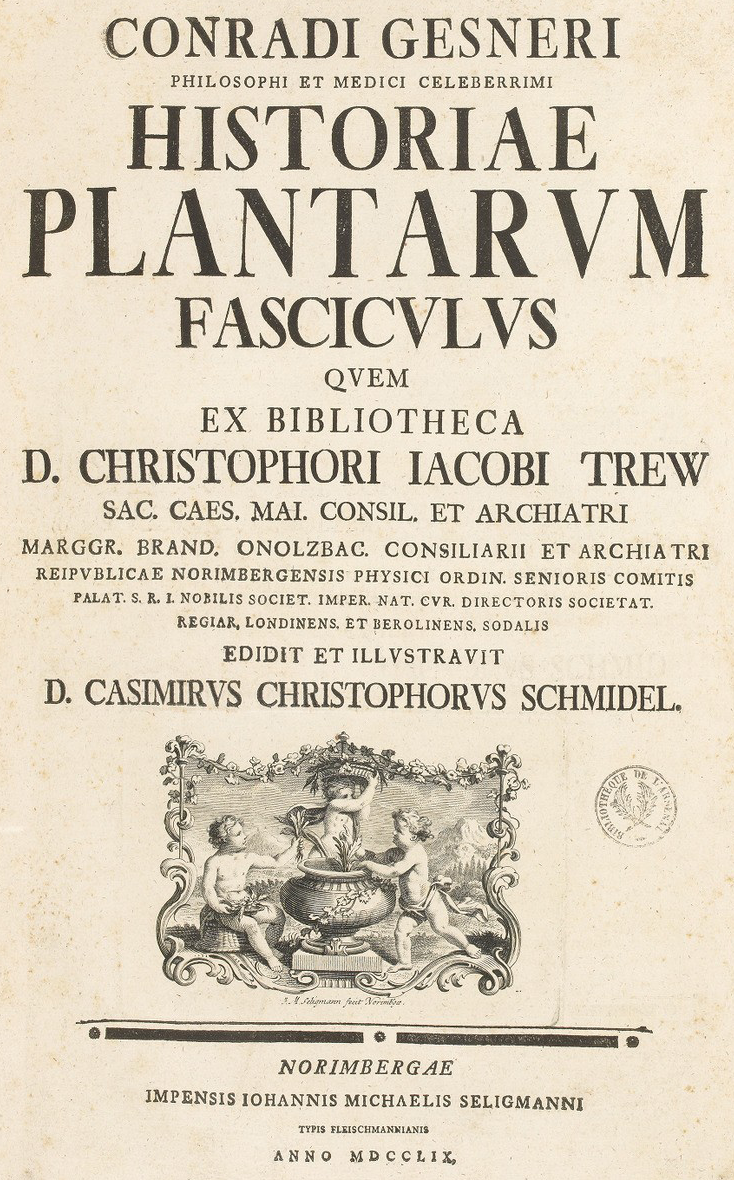
Historiae plantarum fasciculus 1759

Opera botanica ist ein zweibändiges Werk von Casimir Christoph Schmidel, das zwischen 1751 und 1771 erschien. In ihm wurden etwa 400 von Conrad Gessner hinterlassene Pflanzenzeichnungen veröffentlicht, die Gessner für sein geplantes Werk Historia stirpium bis 1565 zusammengetragen hatte.

## Werk
Die beiden Folio-Bände Conradi Gesneri philosophi et medici celeberrimi Opera botanica erschienen 1751 und 1771 in Nürnberg. Der erste Band wurde von Johann Michael Seligmann verlegt, der auch die Kupferstiche beitrug.
Der zweite Band wurde in zwei Teilen (Faszikeln) mit dem Titel Conradi Gesneri philosophi et medici celeberrimi Historiae plantarum veröffentlicht. Der erste Teil erschien 1759 im Verlag von Seligmann, der zweite 1770 im Verlag von Adam Ludwig Wirsing (1733–1797). 1771 veröffentlichte Wirsing beide Teile als Opera Botanica Pars Secunda.

### Inhalt
Der erste Band bestand aus einer Neuausgabe des 1563 von Gessner herausgegebenen und kommentierten fünften Buchs von Valerius Cordus’ Historia stirpium verbunden mit einem Brief von Hieronymus Schreiber an Wolfgang Meurer sowie einer Lobrede von Caspar Cruciger dem Älteren.
Der erste Band enthält 22 Tafeln mit jeweils neun Holzschnitten, also 198 Abbildungen. Die Holzschnitte entstammten Gessners Nachlass. Nach den Originalzeichnungen aus Gessners Nachlass zeichnete und stach Seligmann neue Kupferstiche. Der erste Band wurde so durch 20 Kupferstichtafeln mit 175 Abbildungen sowie einem ganzseitigen handkolorierten Kupferstich ergänzt.
Der erste Teil des zweiten Bandes enthält 14, der zweite Teil 17 Kupferstichtafeln, die meist koloriert sind.

### Gliederung
Opera botanica Pars Prima
- Widmung
- Vita Conradi Gesneri Tigurini Philosophi Et Medici Summi. (Schmidel)
- Historia Operis. (Trew?)

- Valerii Cordi Simesusii Stirpium Descriptionis Liber Quintus
- Stirpes Libro Hoc Quinto Describuntur, Hae
- Praeclaro Viro Wolfgango Meurero Philosopho Et Medico Praestantissimo In Illustri Academia Lipsiensi Rei Medicae Professori Conradus Gesnerus Tigurinus. S. D.

- Fragmentum Historiae Stirpium, A Casp. Wolphio Medico Tigurino Ad Conr. Gesneri Institutum, Compositae
- Index Figurarum Tam Earum Quae Cura Conr. Gesneri Ex Ligno Excisae Et Partim Ab Auctore Partim Ab Aliis Publicatae Sunt Quam Illarum Quas Secundum Gesnerianarum Normam Ioach. Camerarius Intruxit
  - Expositio Adbreviationum Et Auctorum Quibus In Componendo Hoc Indice Usi Sumus (Erklärung der Abkürzungen und Autoren)
  - Index Figurarum (Alphabetische Liste)
- Index Figurarum Nunc Prodeuntium (Liste der Abbildungen, die jetzt herauskommen)
- Index Figurarum Ligno Excisarum (Liste der Holzschnitte)
- Index Figurarum Calamo in Lignis Lineatarum (Liste der Kupferstiche)
- Index Alphabeticus (Alphabetischer Index)
- Errata
- Explicatio Tabulae Speciminis Loco Additae Et Coloribus Pictae

Opera botanica Pars Secunda
- Praefatio
- Brevis historia fatorum egregii operis botanici Gesneriani
- Conradi Gesneri […] Historiae plantarum fasciculus
- Elenchus iconum in tabulis expressarum
- Conradi Gesneri […] Historiae plantarum fasciculus secundus

### Illustrationen

Opera Botanica Pars Prima: Holzschnitte
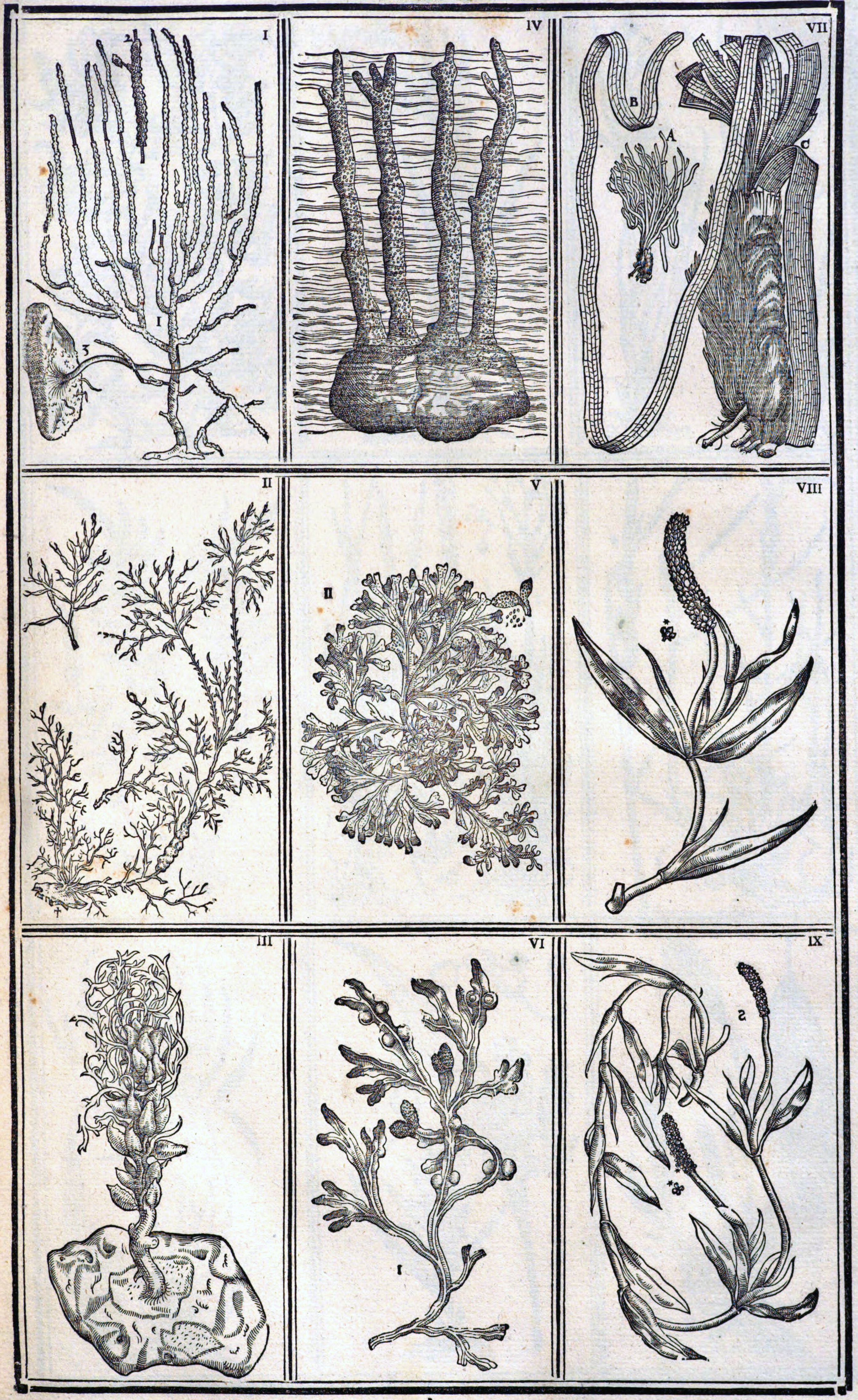
Tab. I
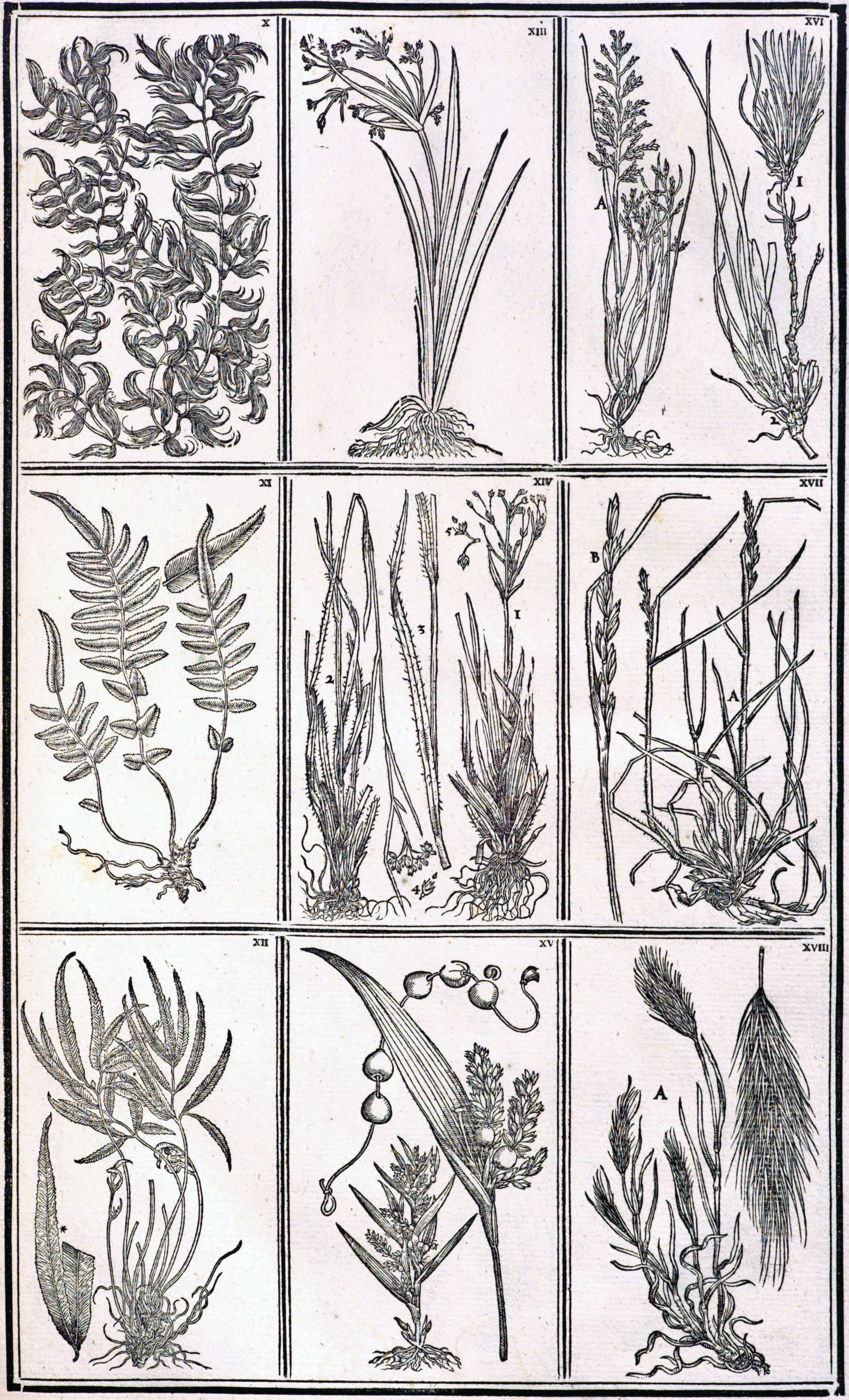
Tab. II
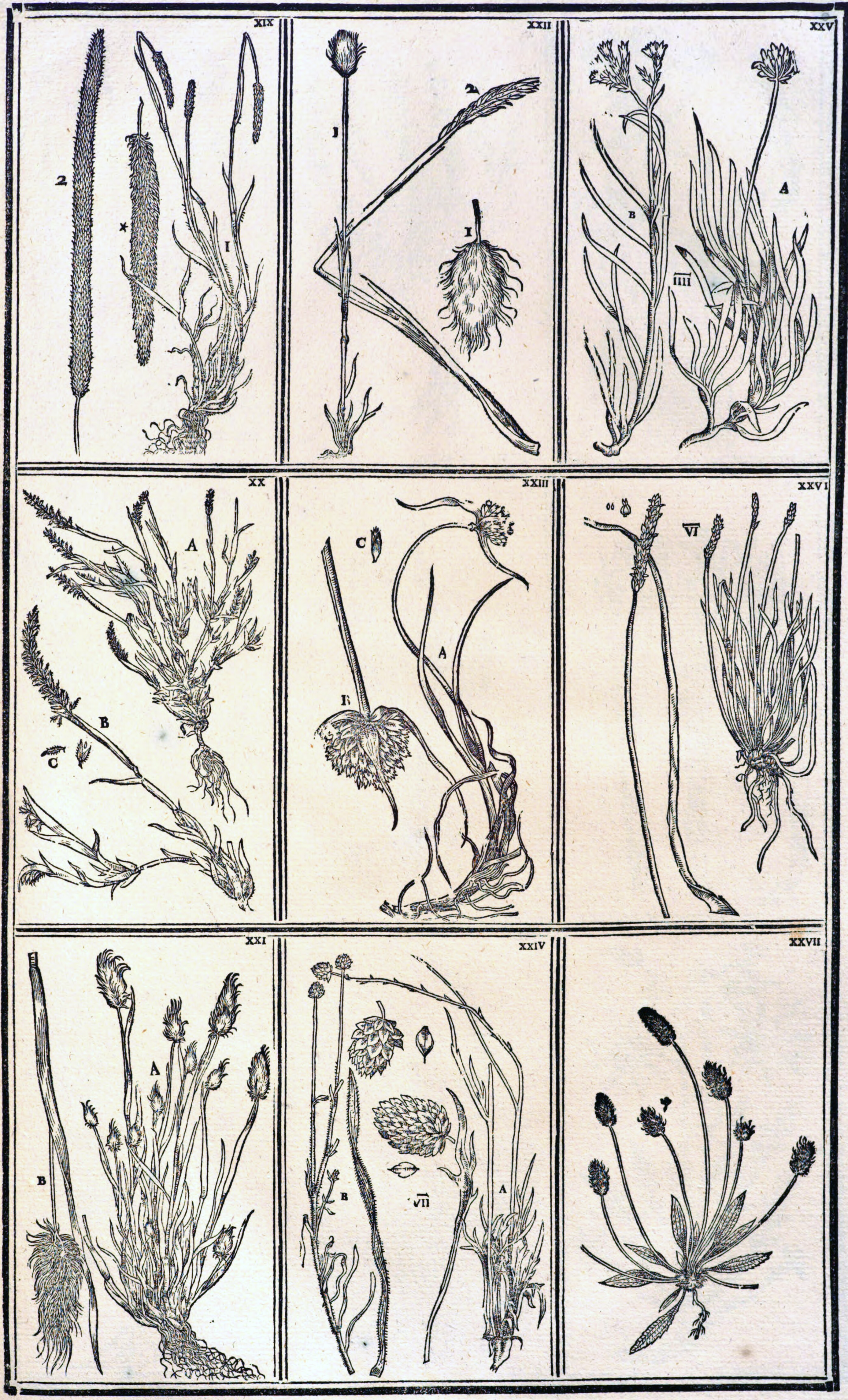
Tab. III
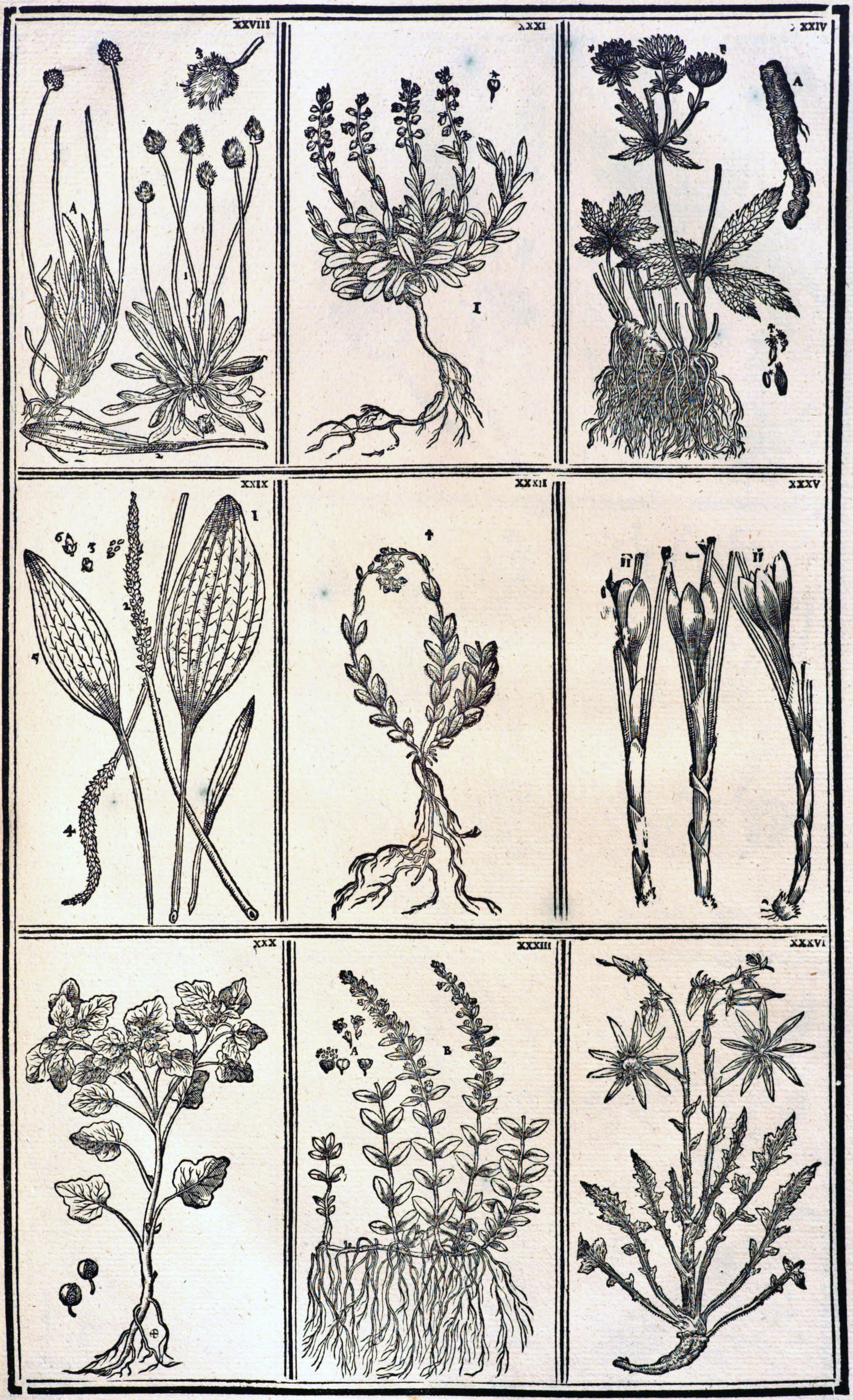
Tab. IV
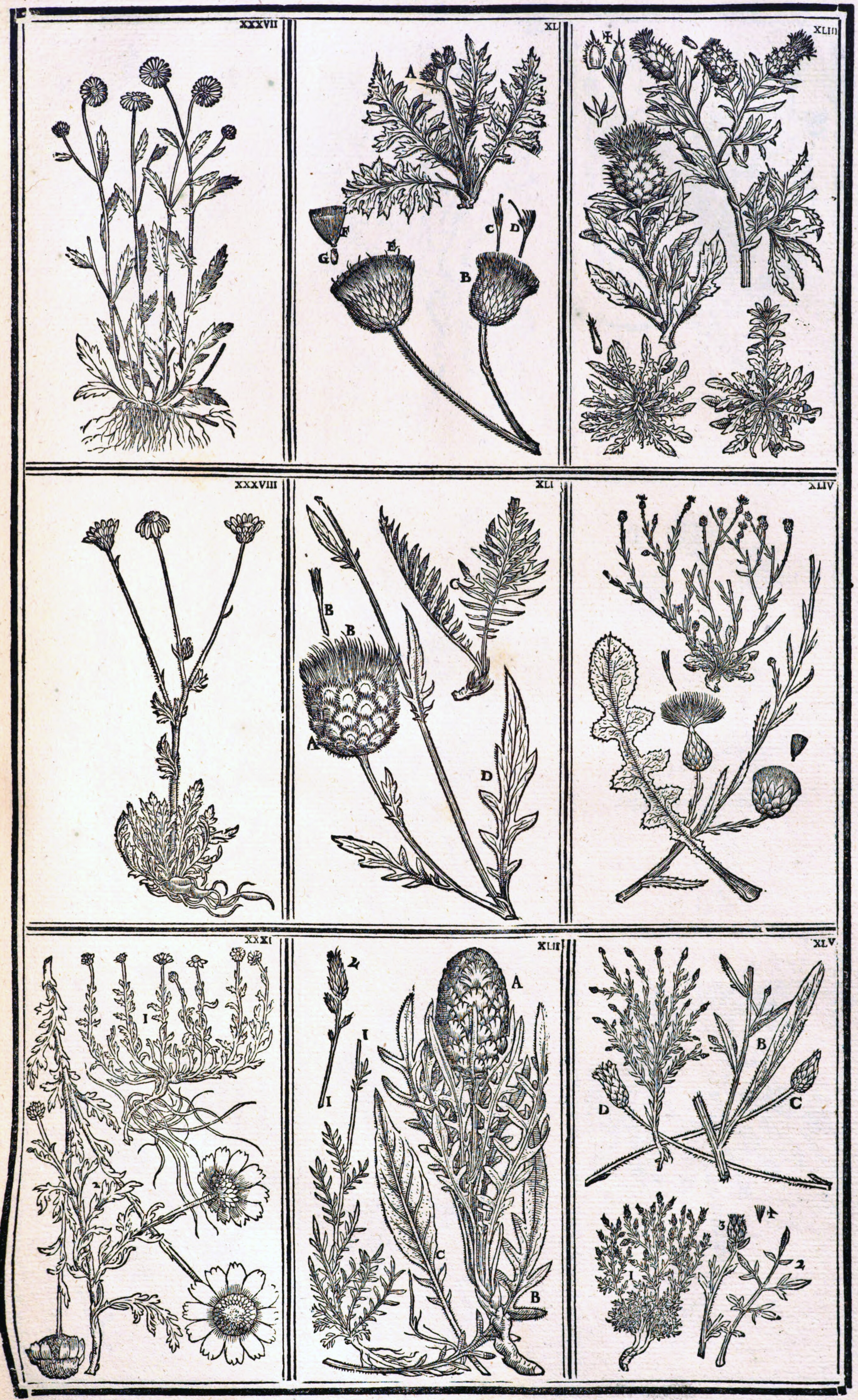
Tab. V
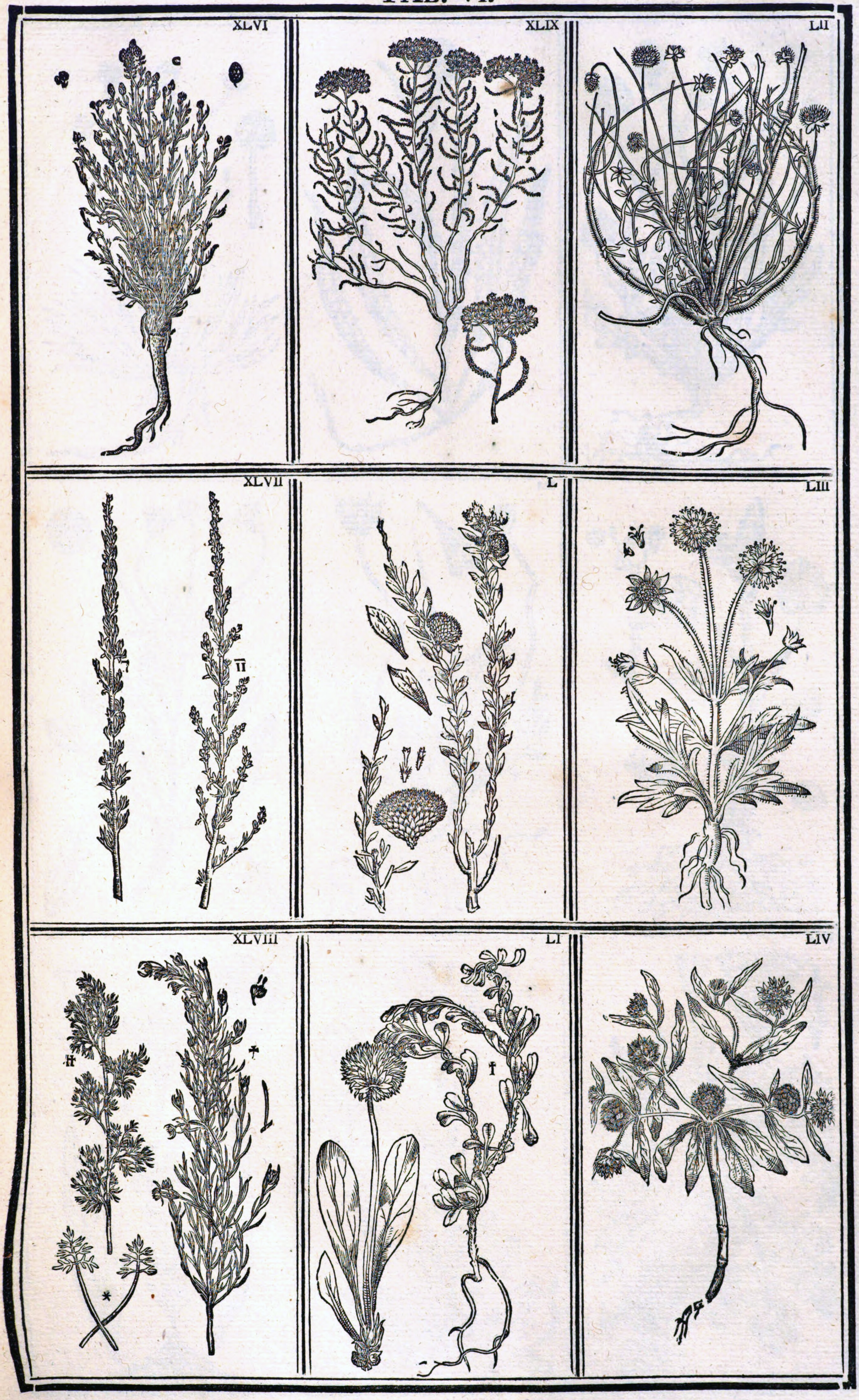
Tab. VI
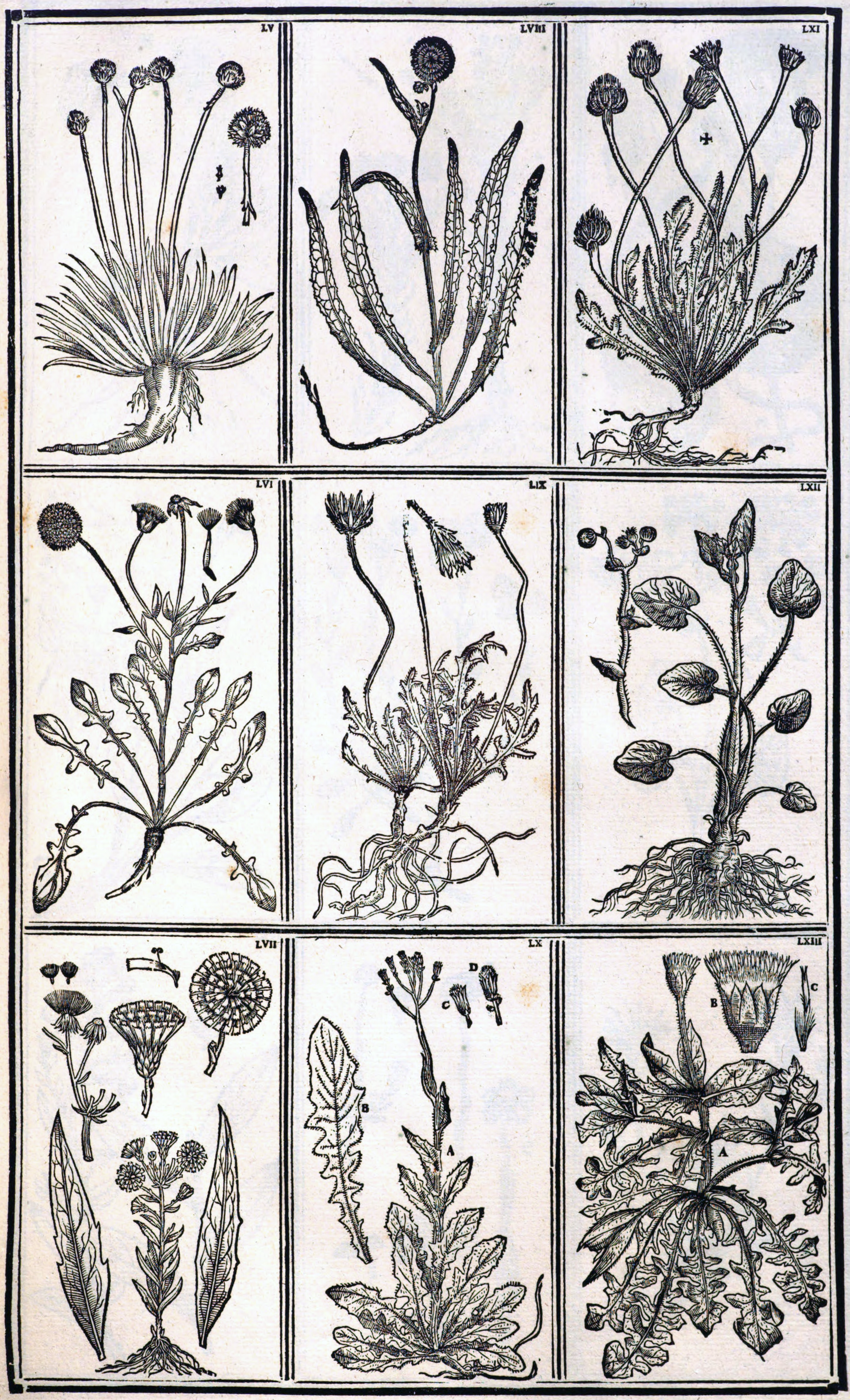
Tab. VII
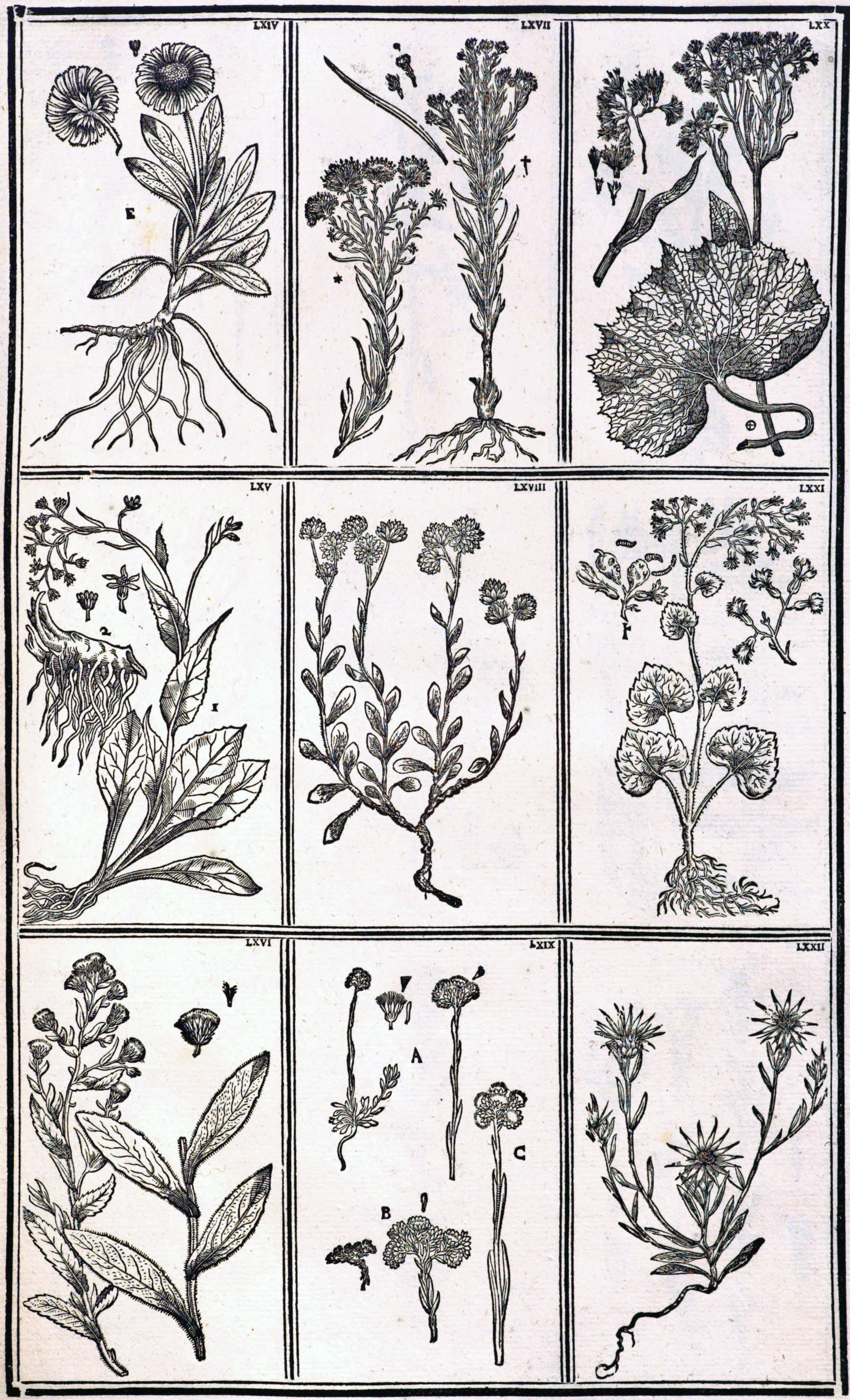
Tab. VIII
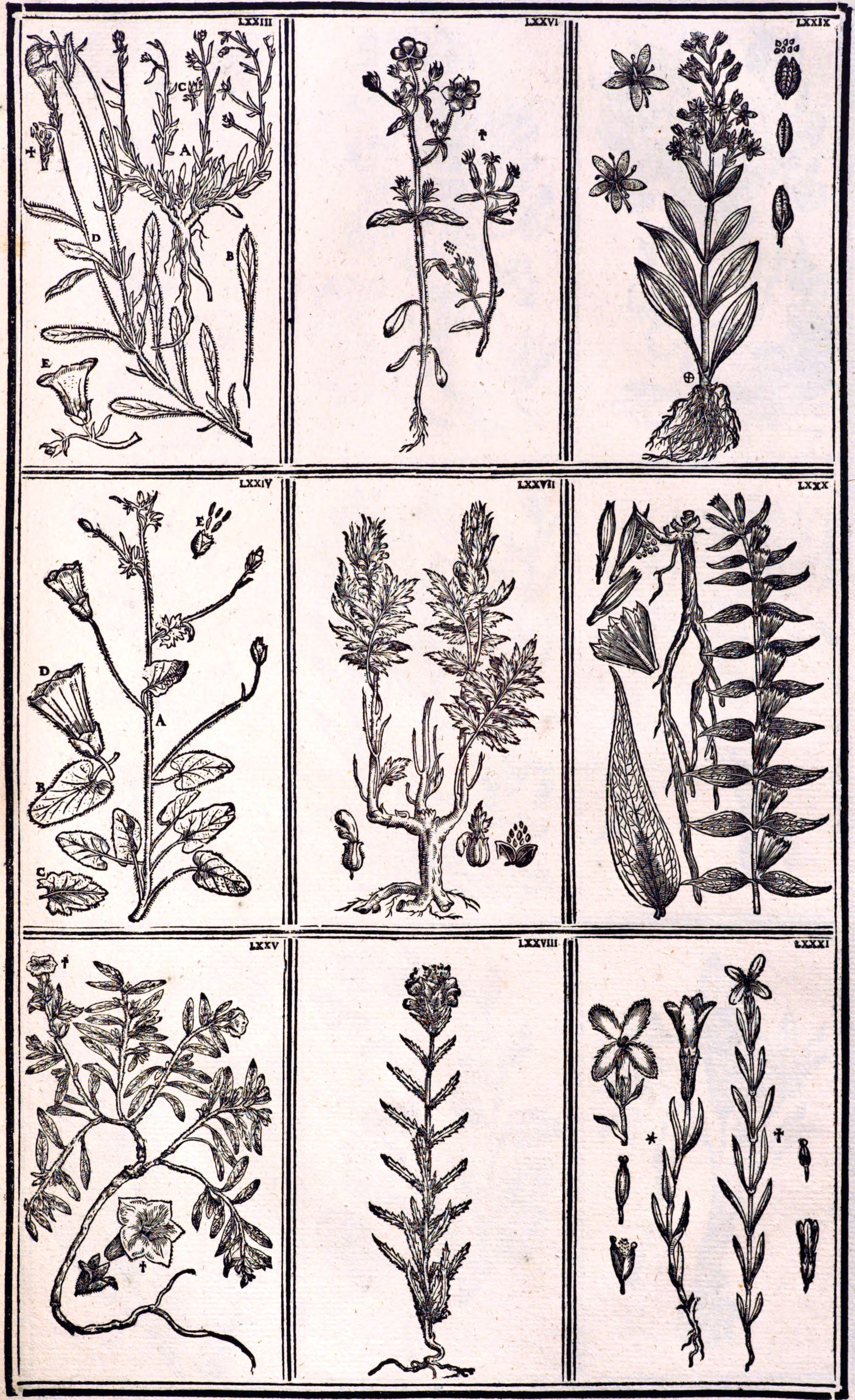
Tab. IX
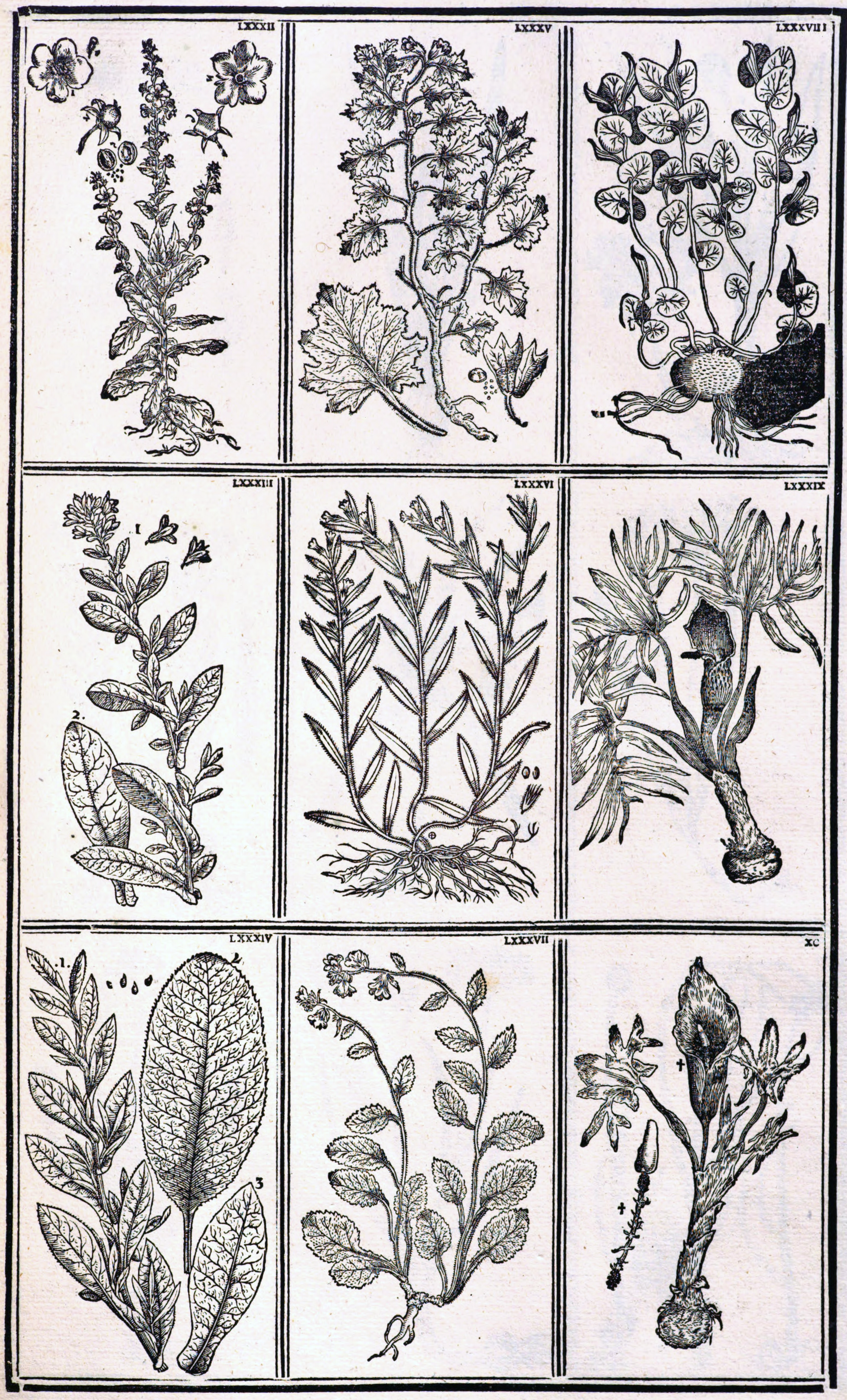
Tab. X
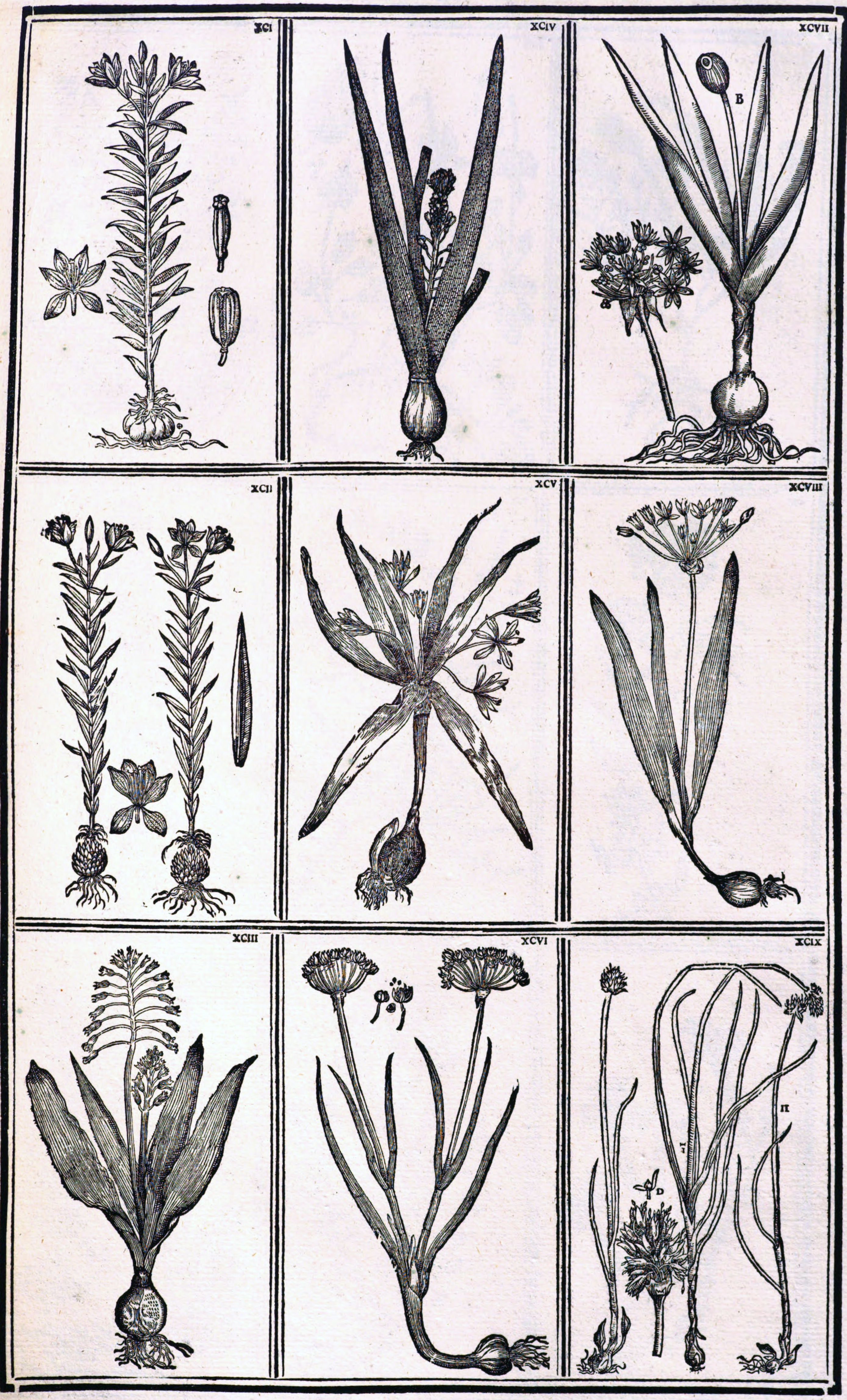
Tab. XI
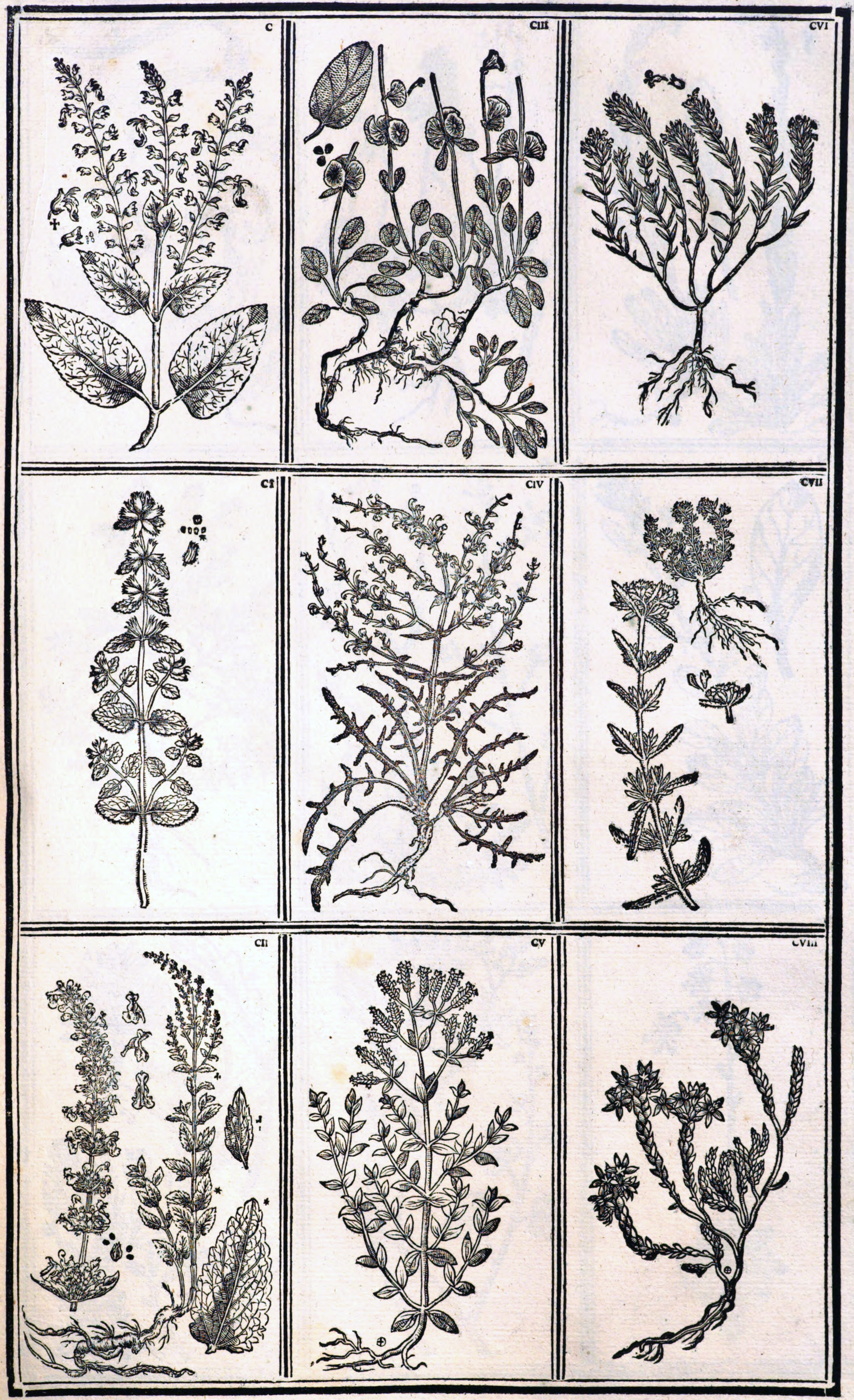
Tab. XII
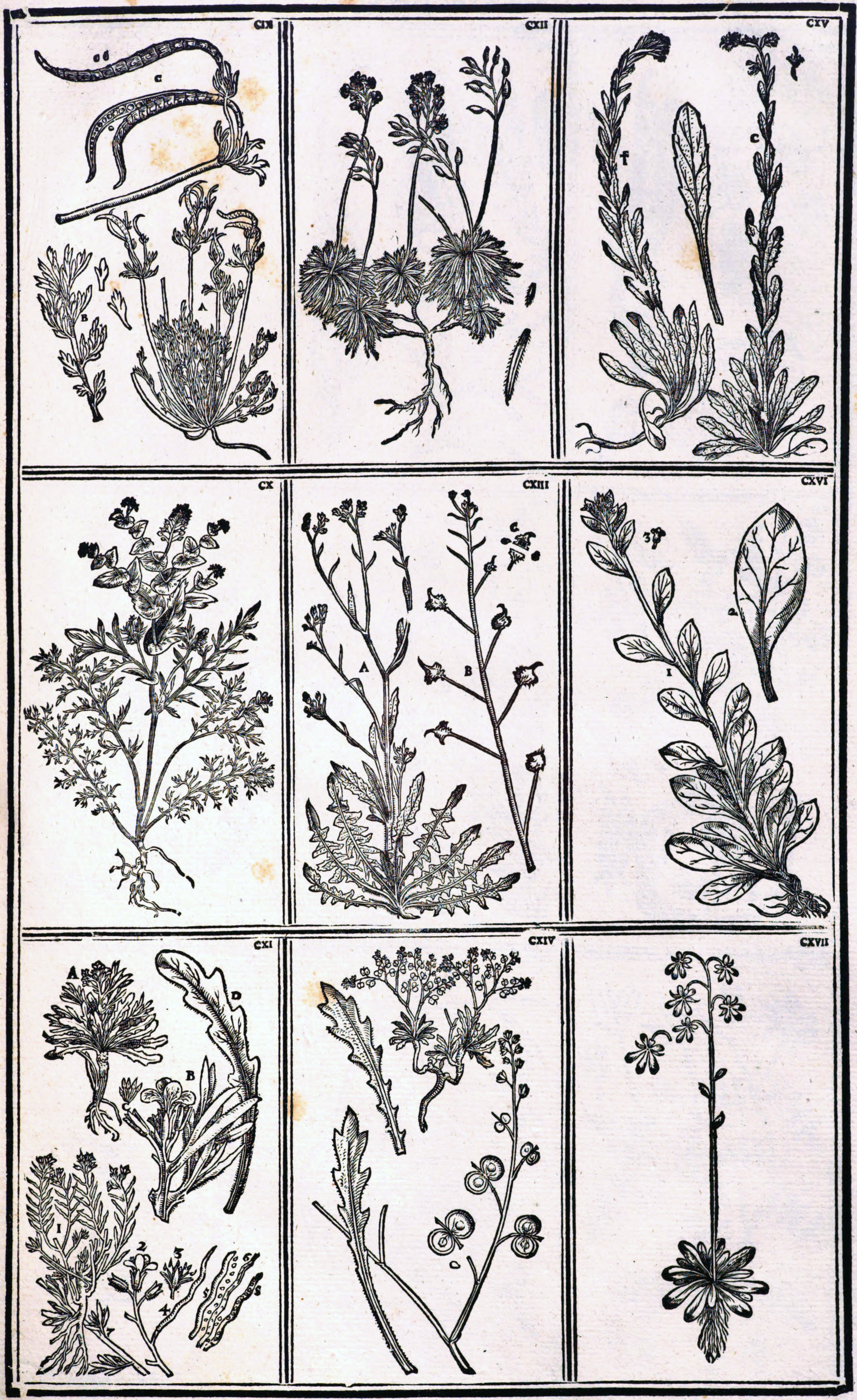
Tab. XIII
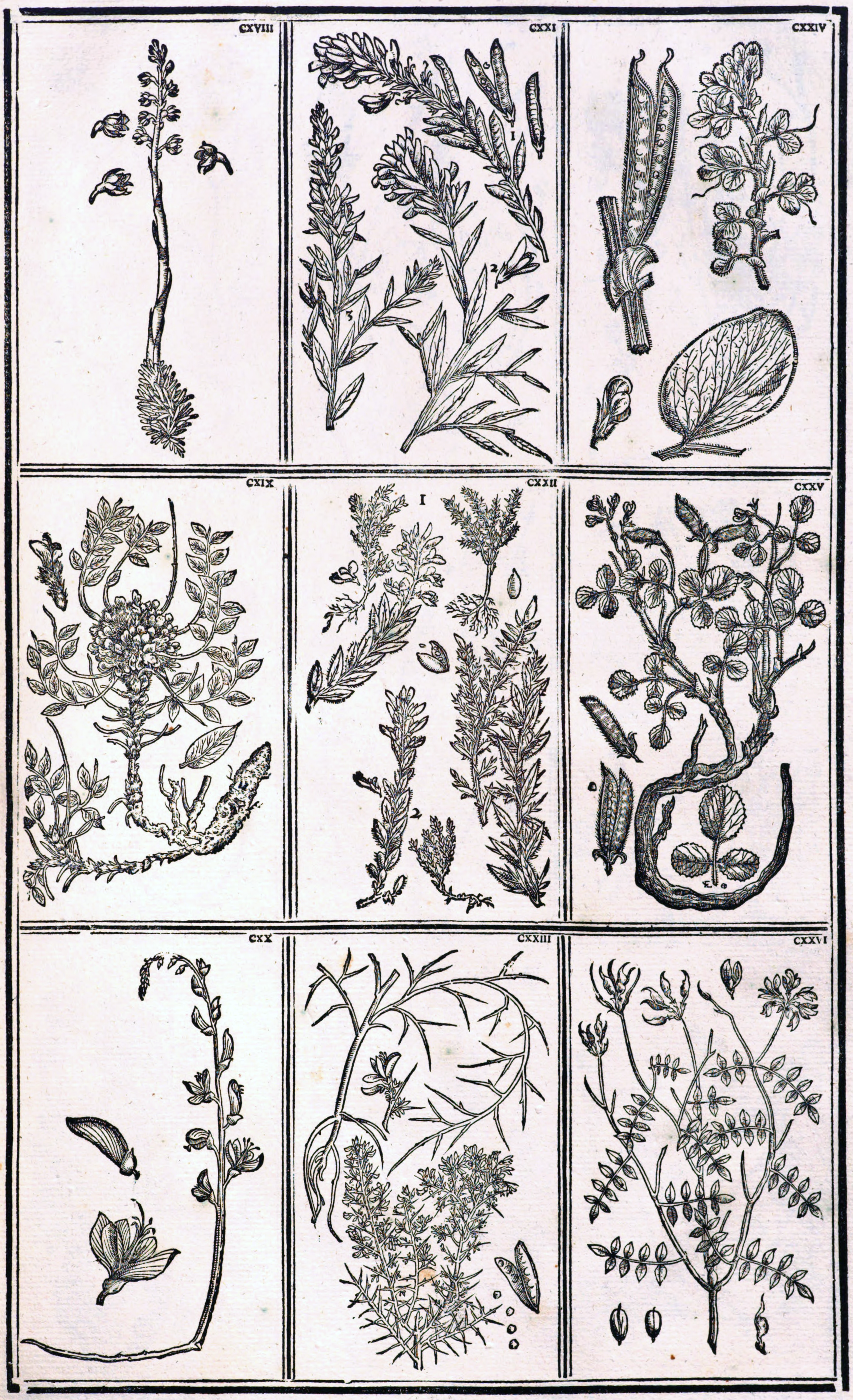
Tab. XIV
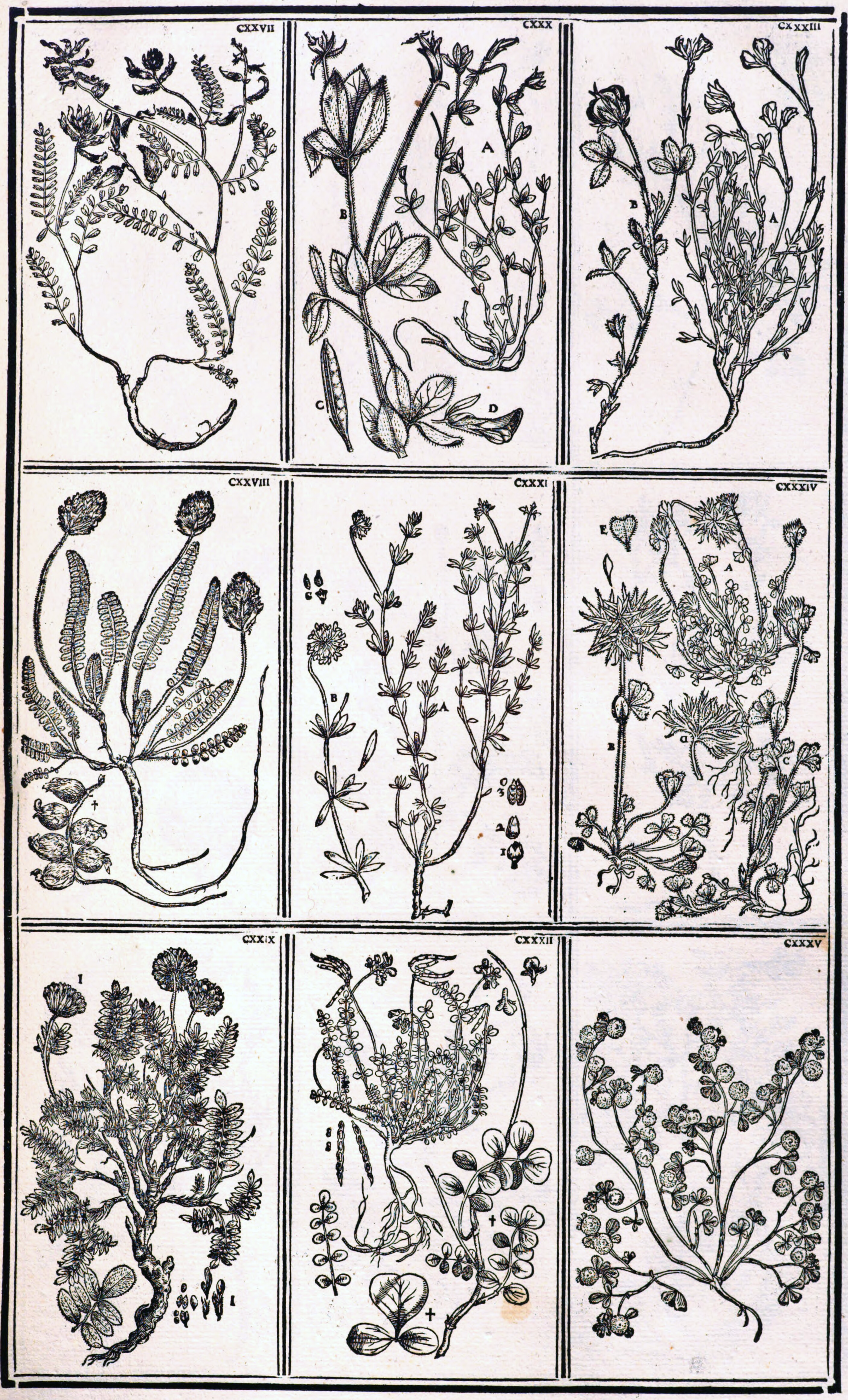
Tab. XV
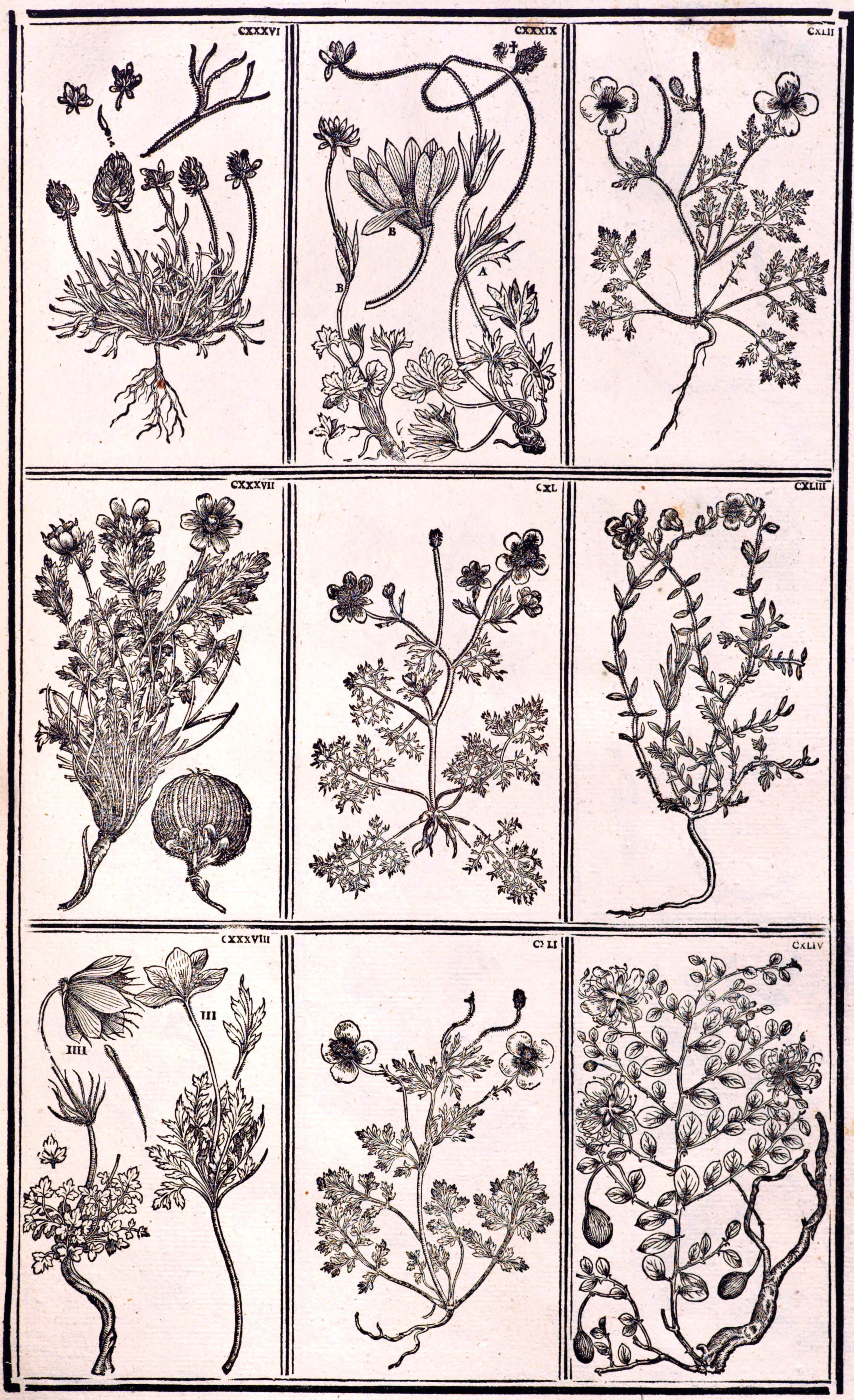
Tab. XVI
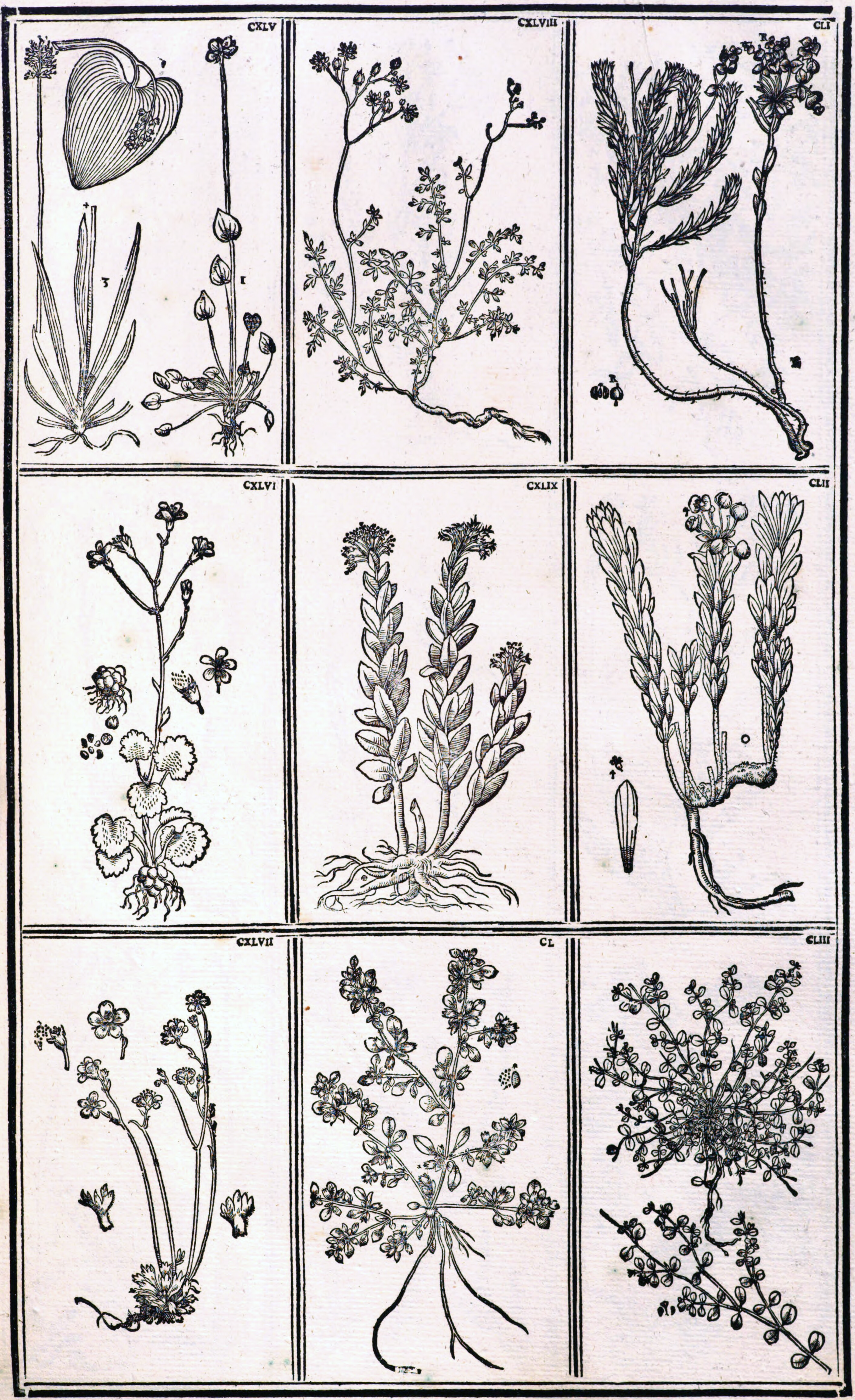
Tab. XVII
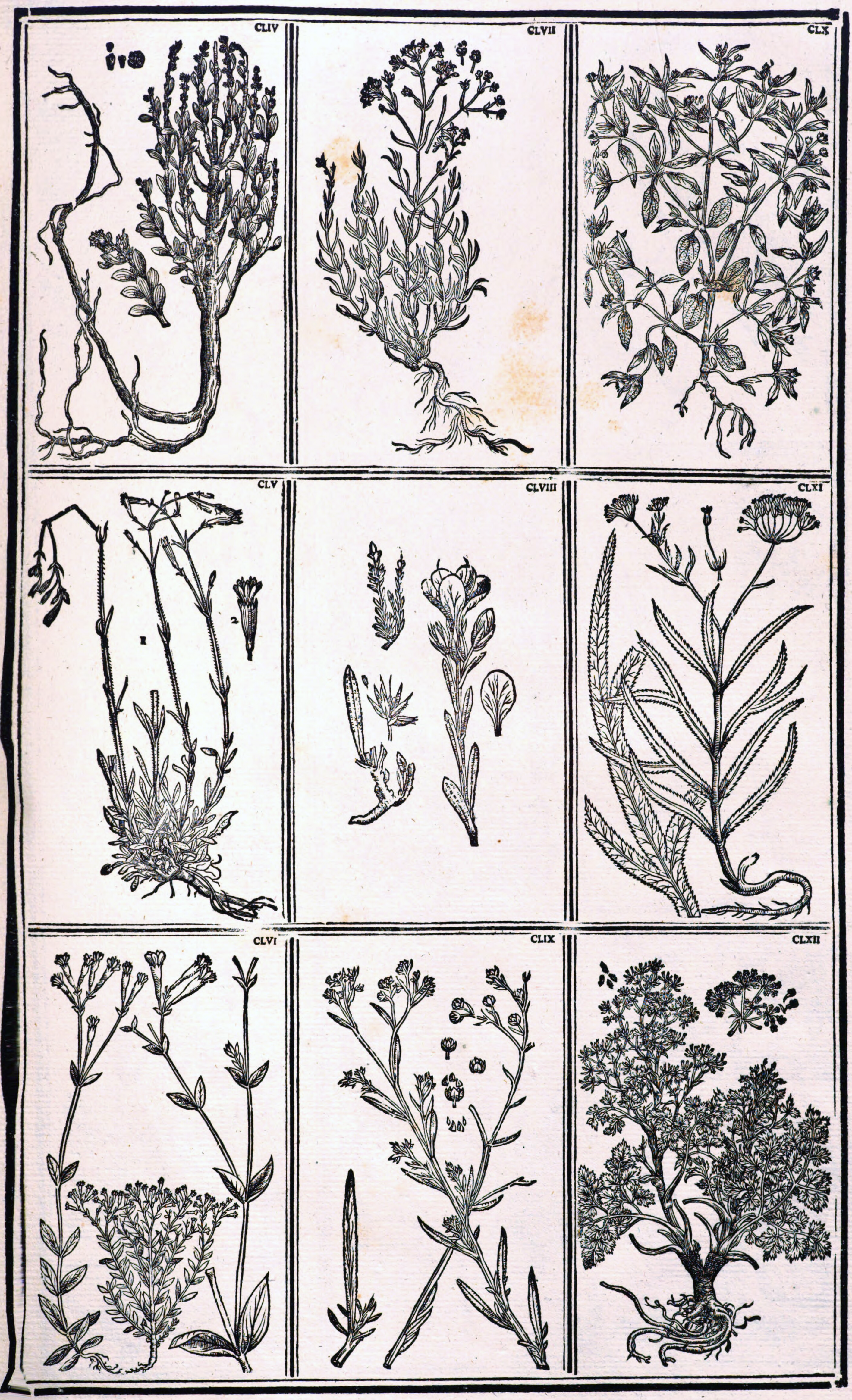
Tab. XVIII
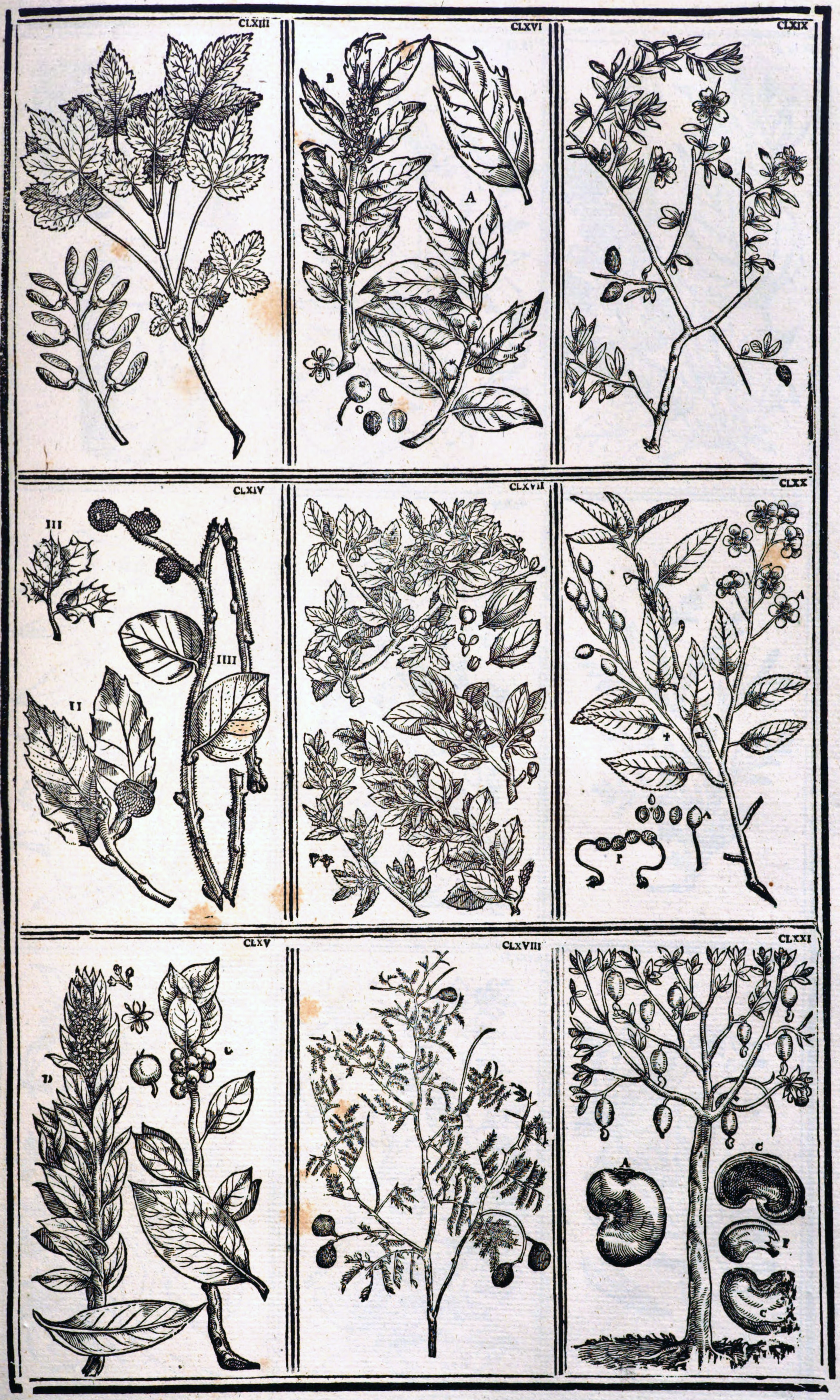
Tab. XIX
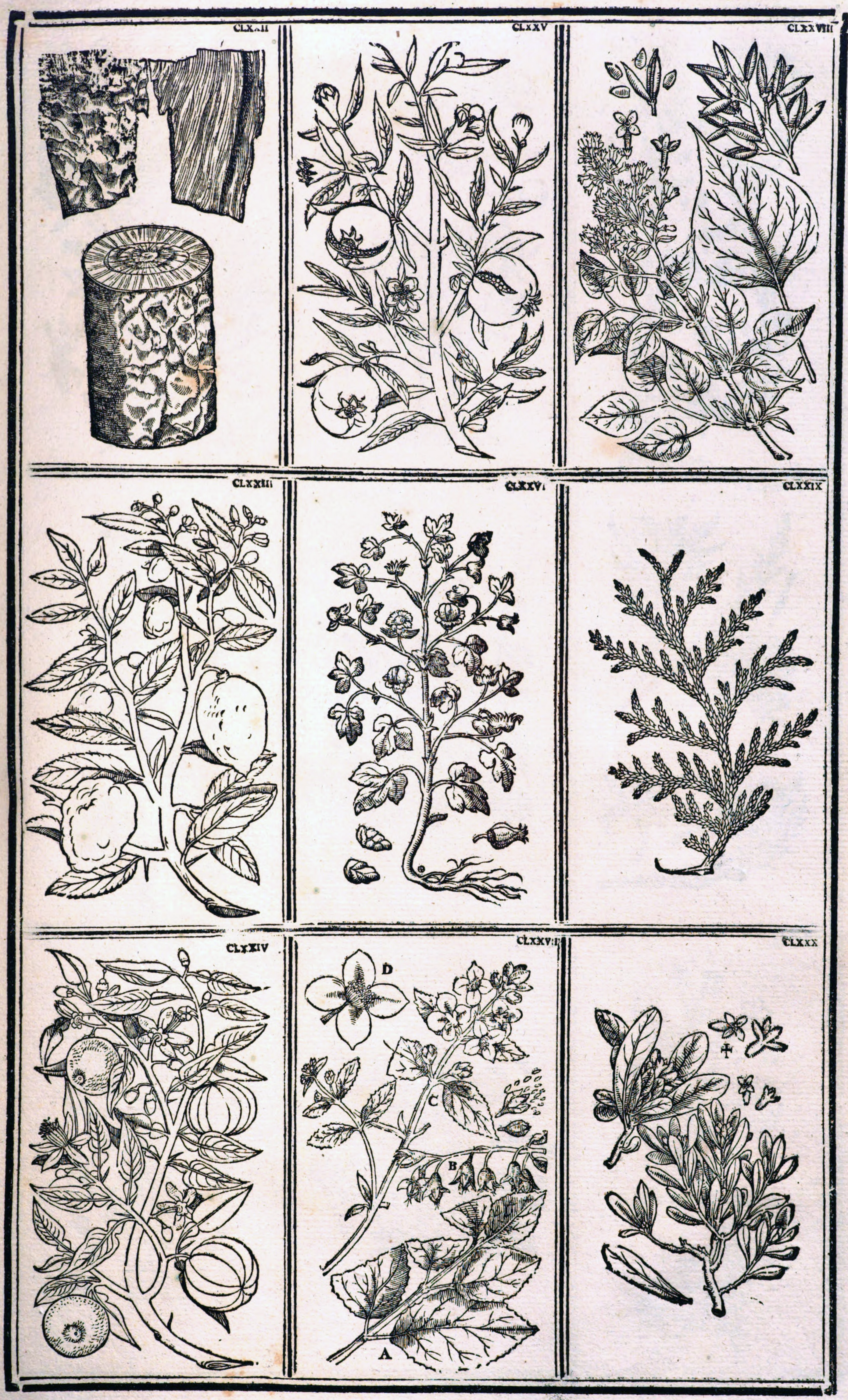
Tab. XX
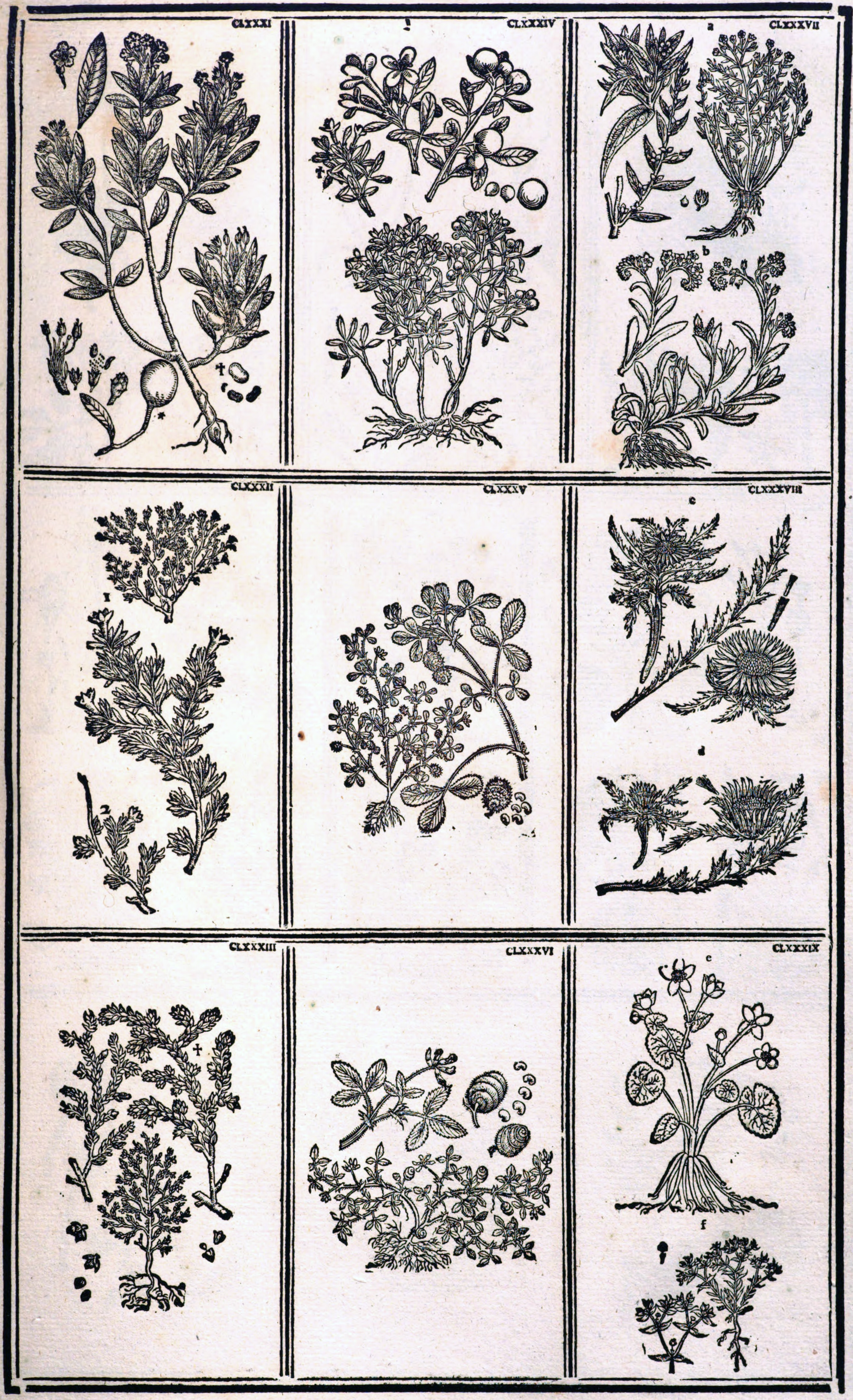
Tab. XXI
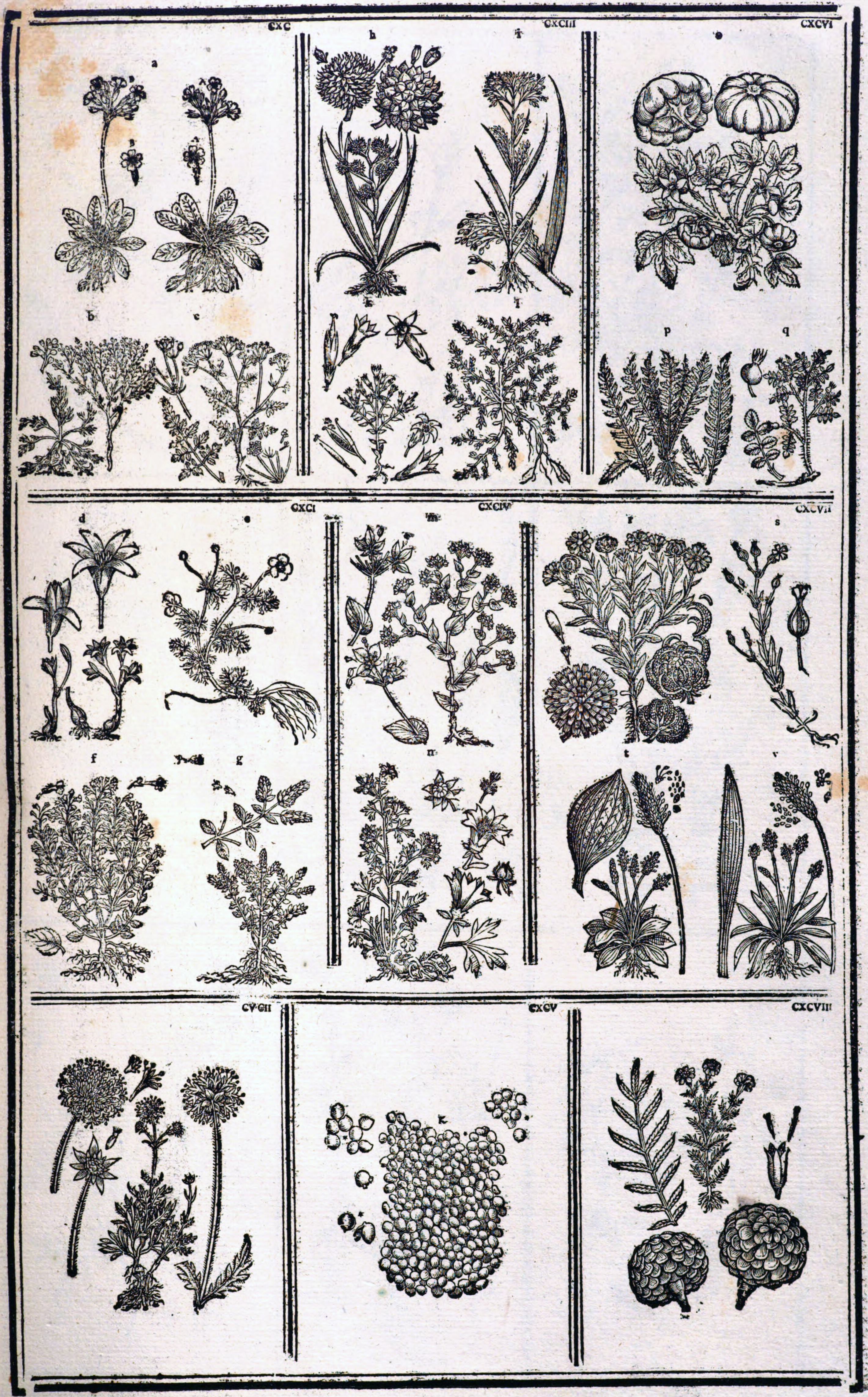
Tab. XXII

Opera Botanica Pars Prima: Kupferstiche
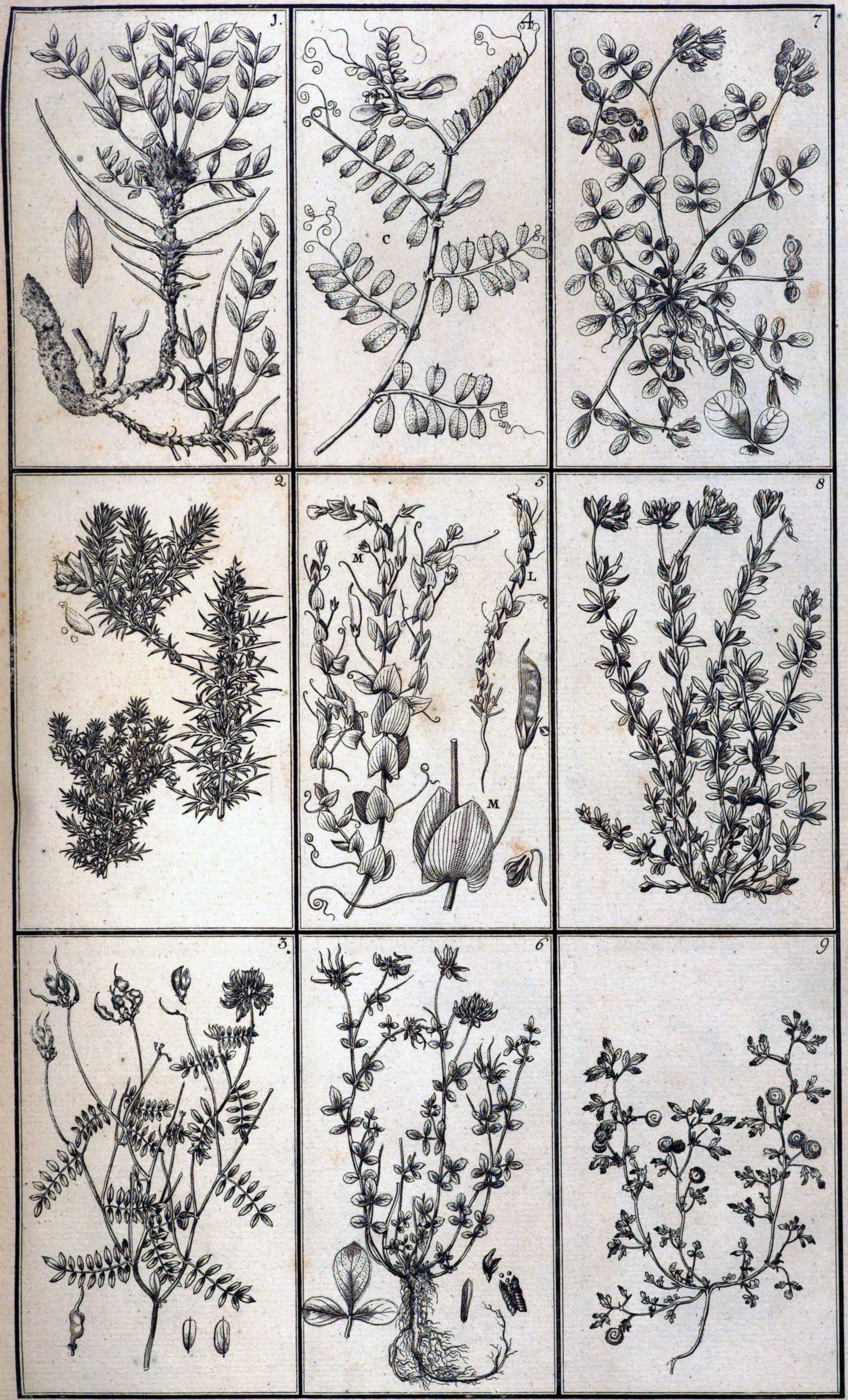
Tab. 1
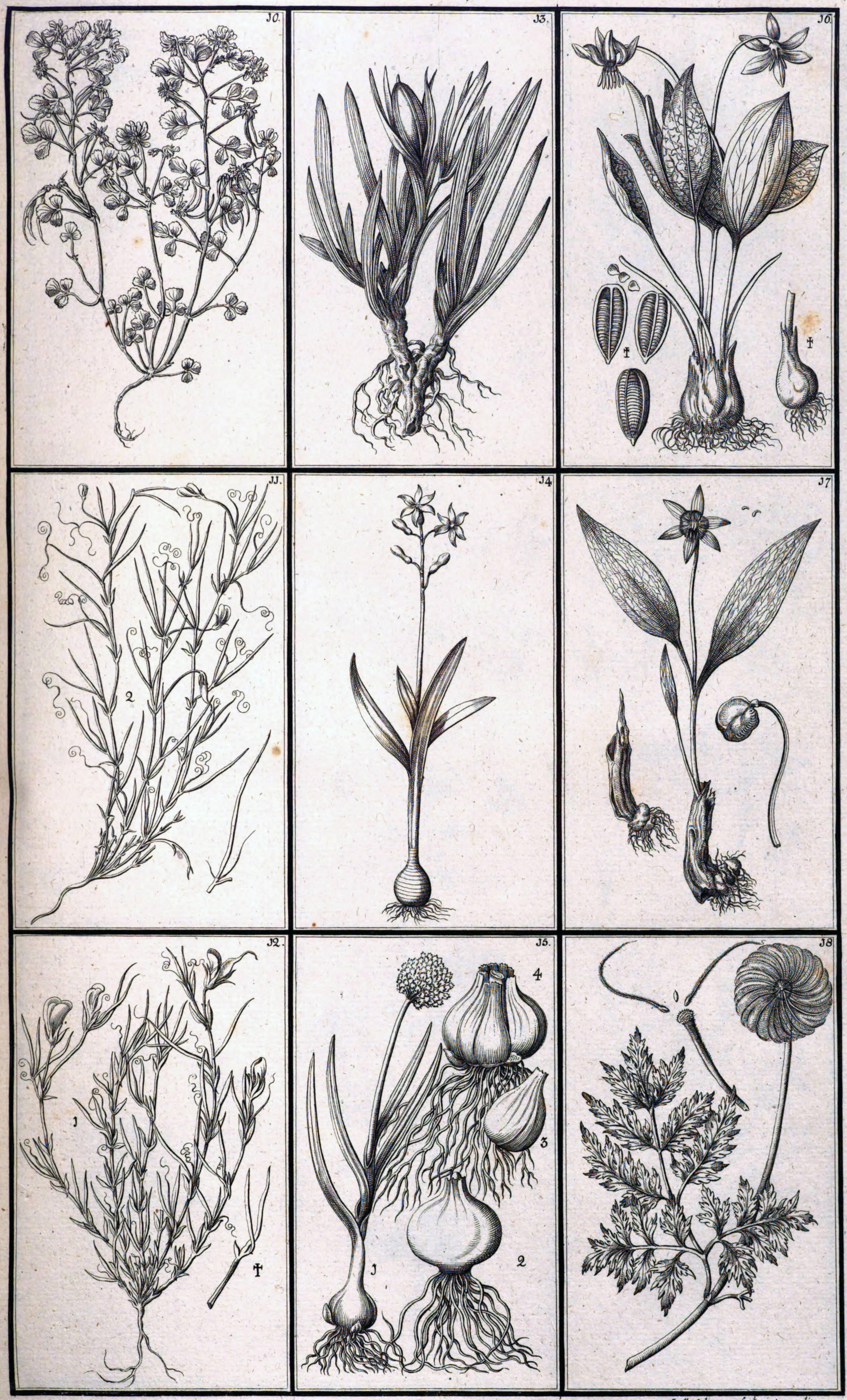
Tab. 2
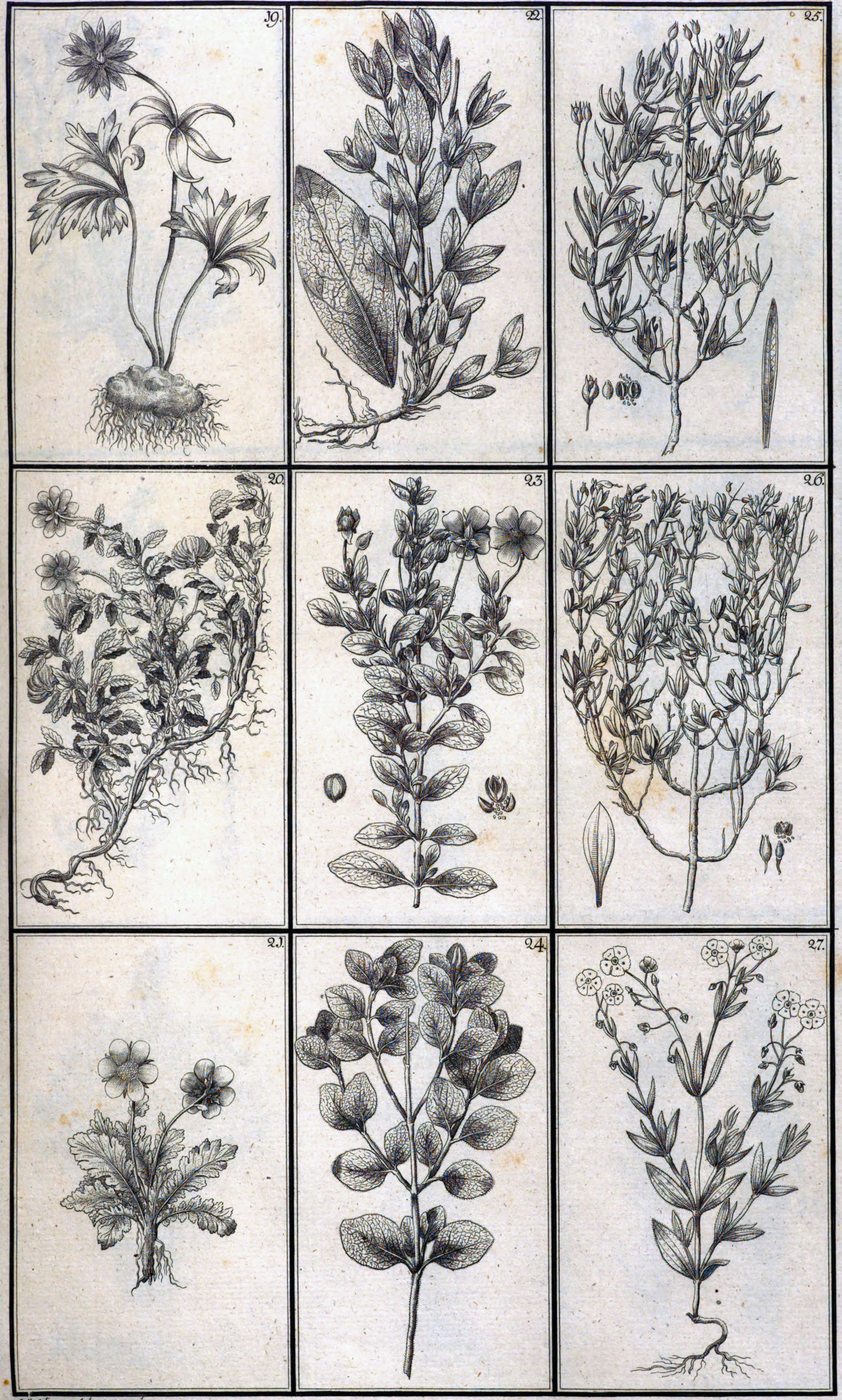
Tab. 3
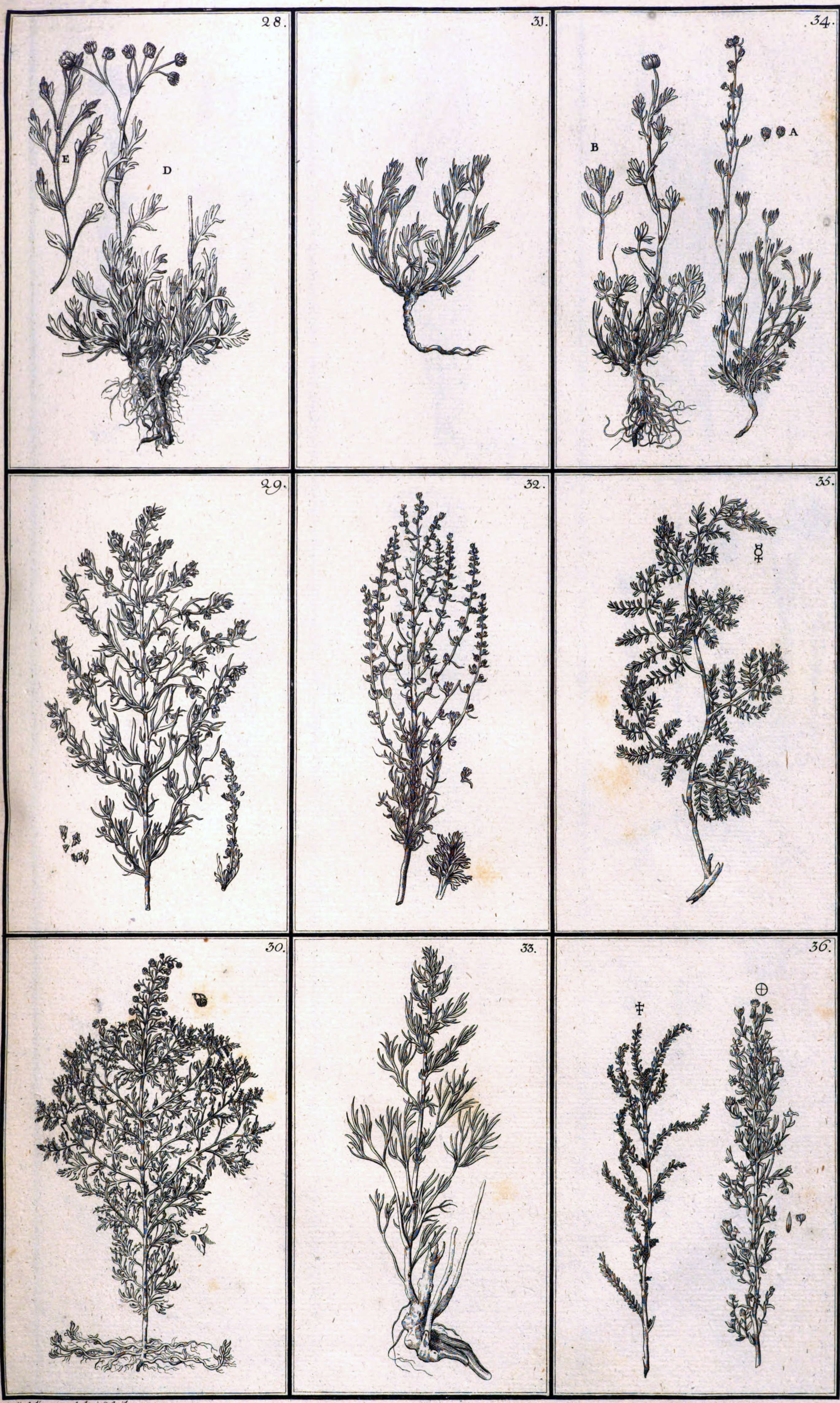
Tab. 4
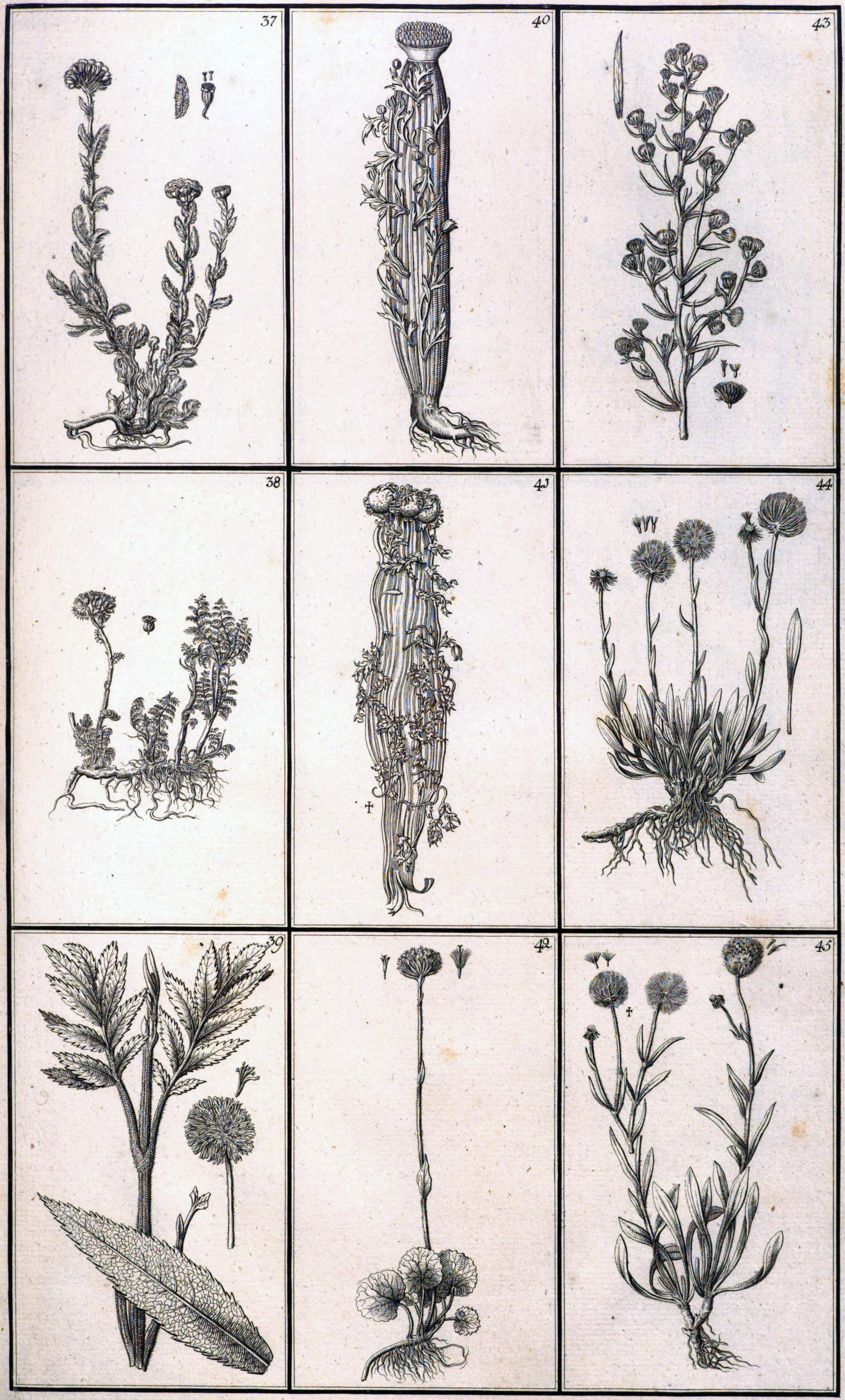
Tab. 5
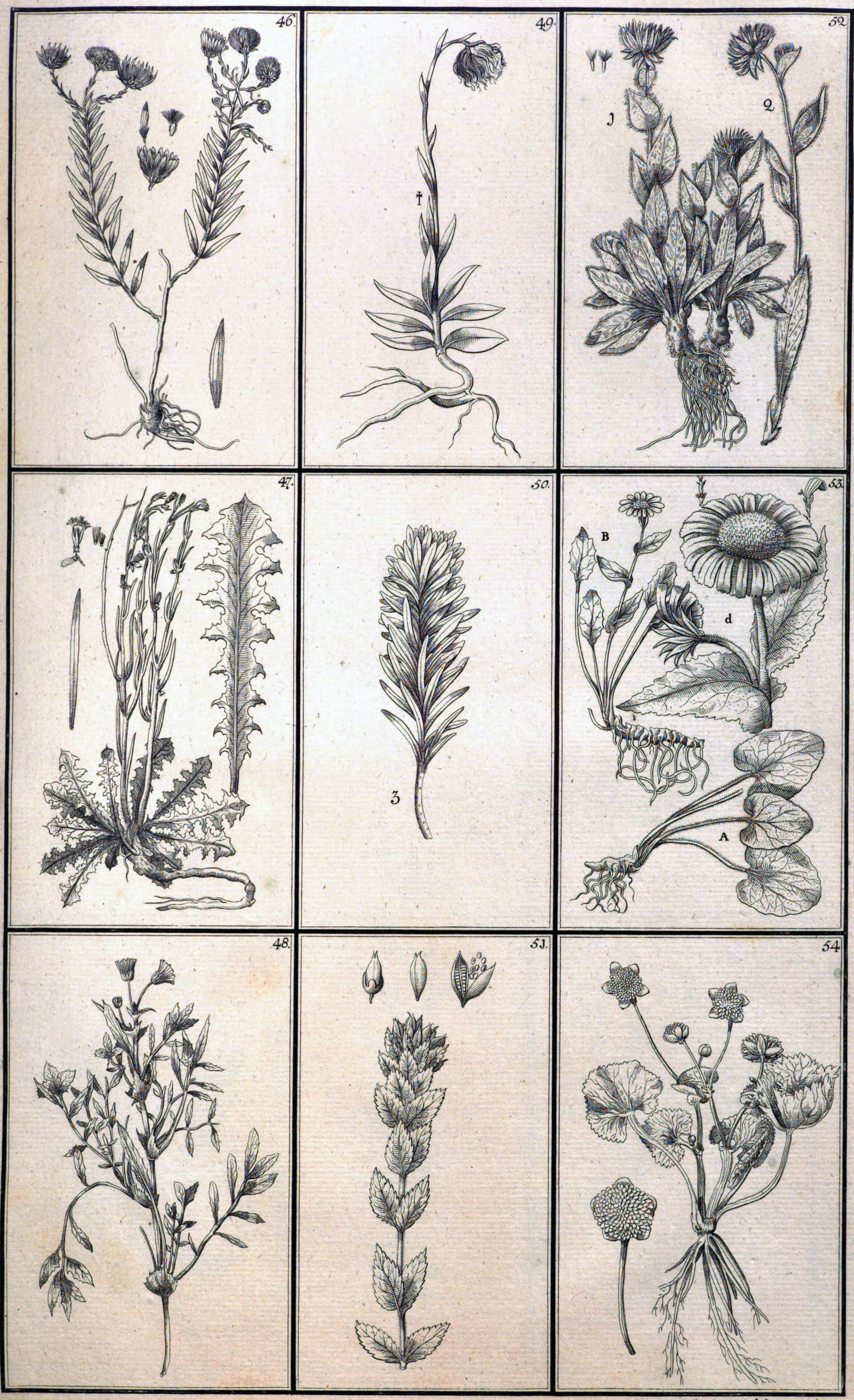
Tab. 6
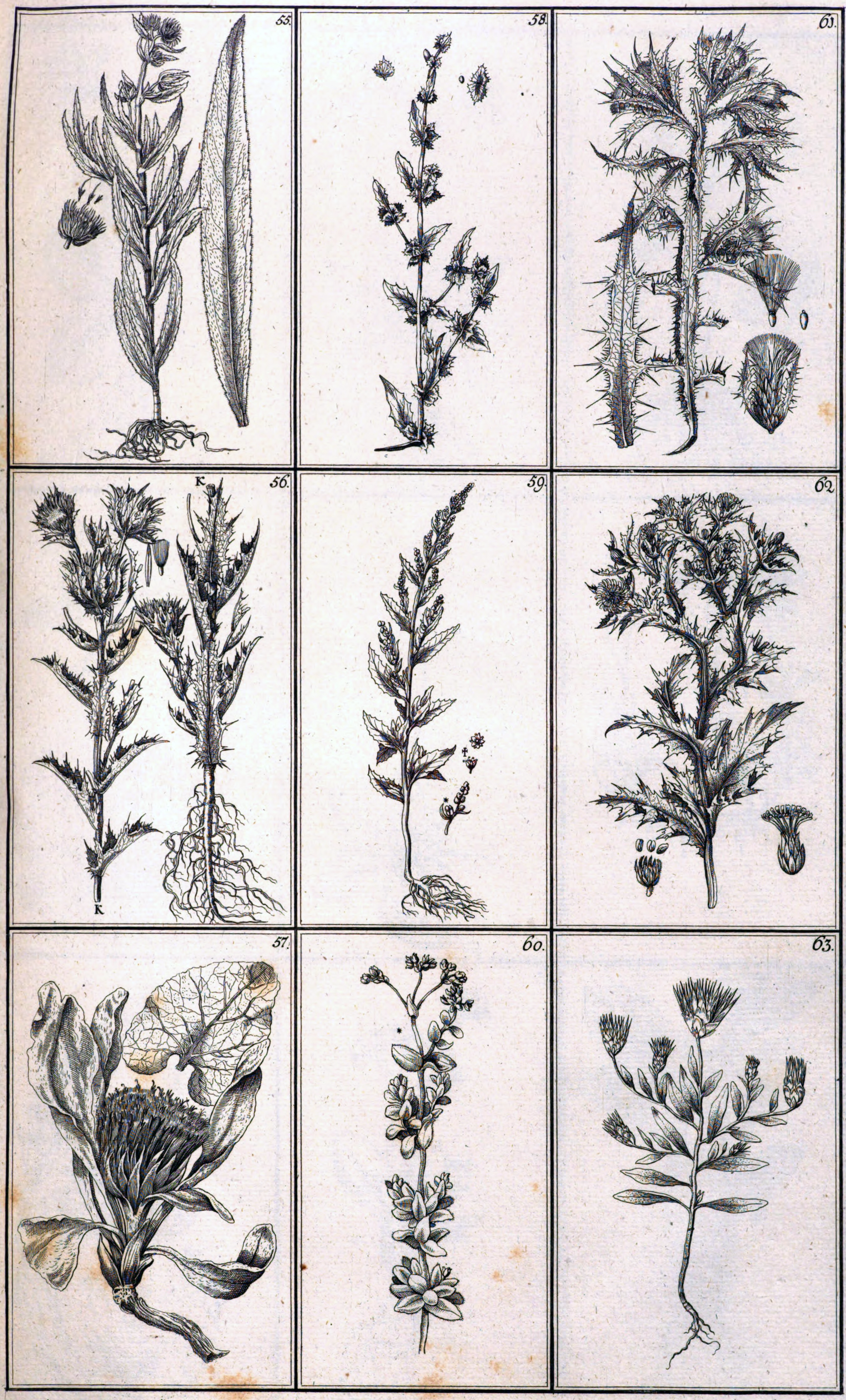
Tab. 7
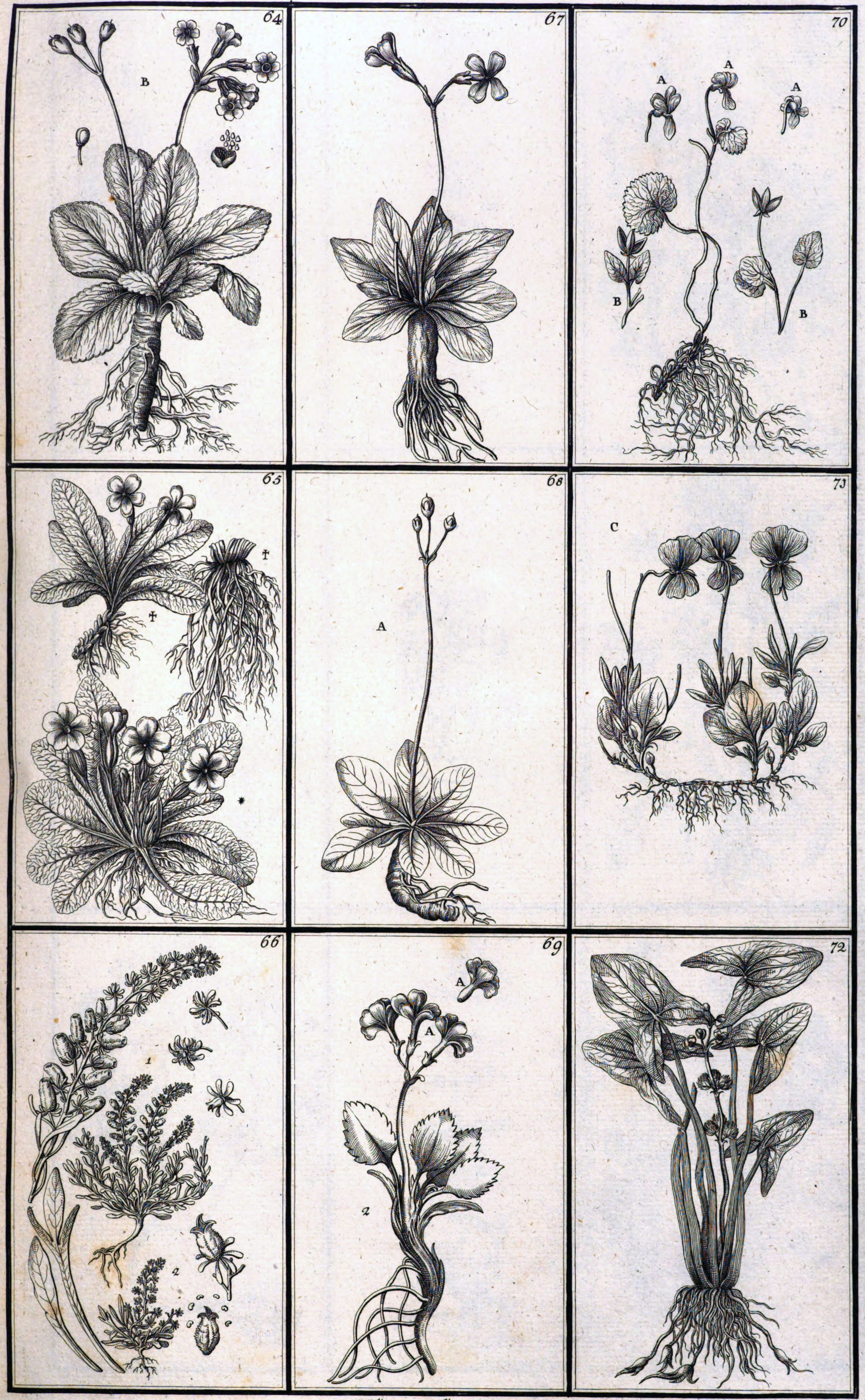
Tab. 8
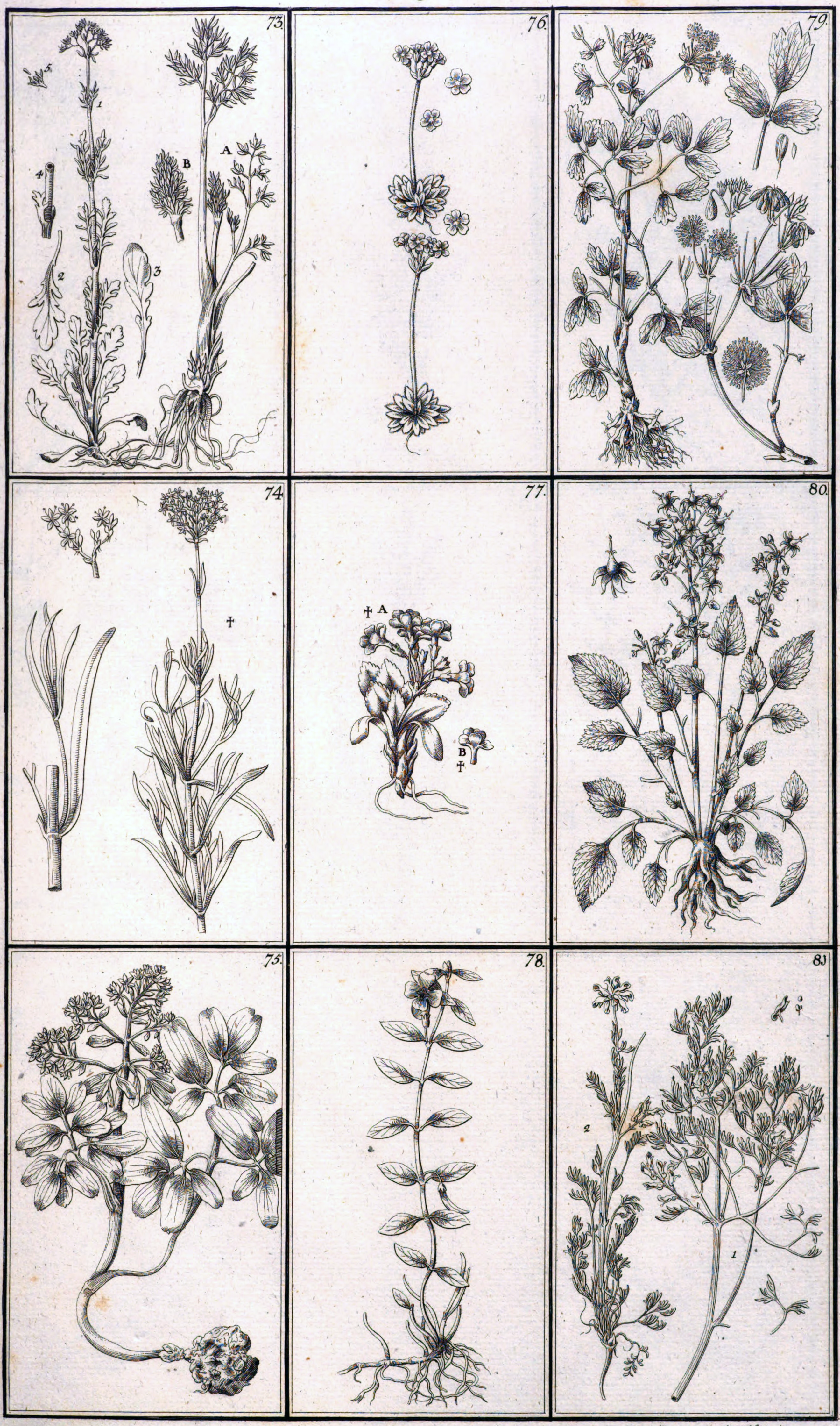
Tab. 9
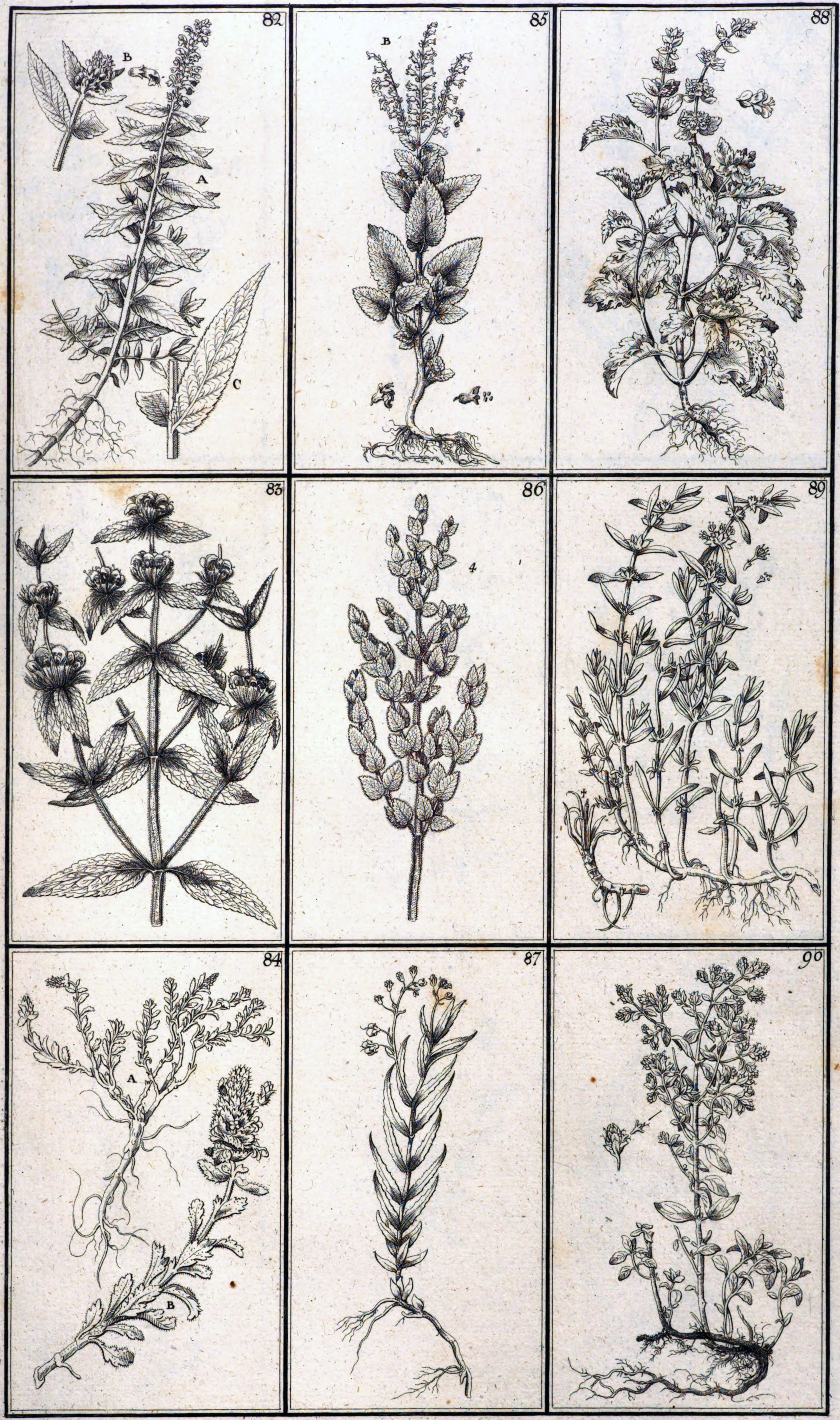
Tab. 10
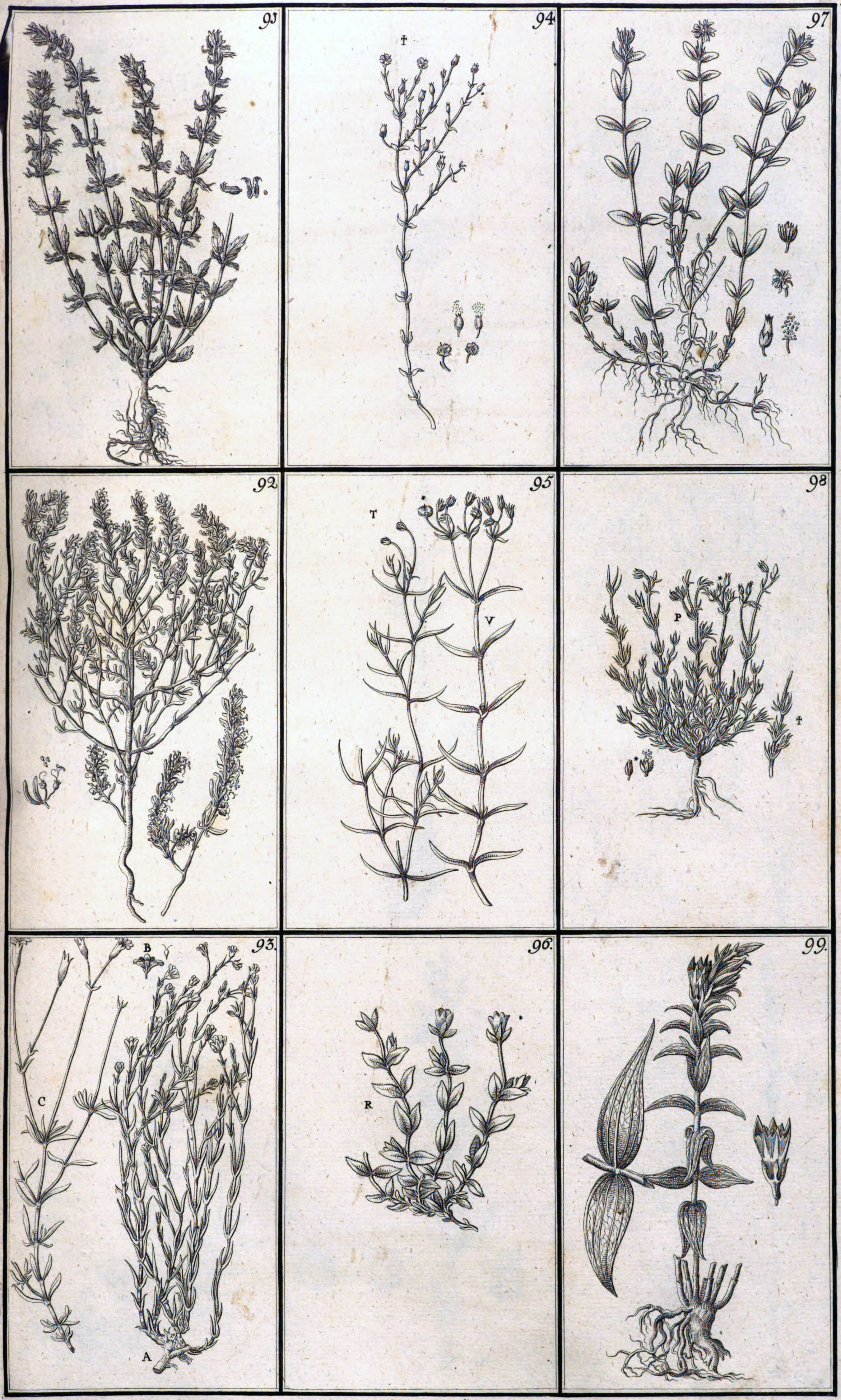
Tab. 11
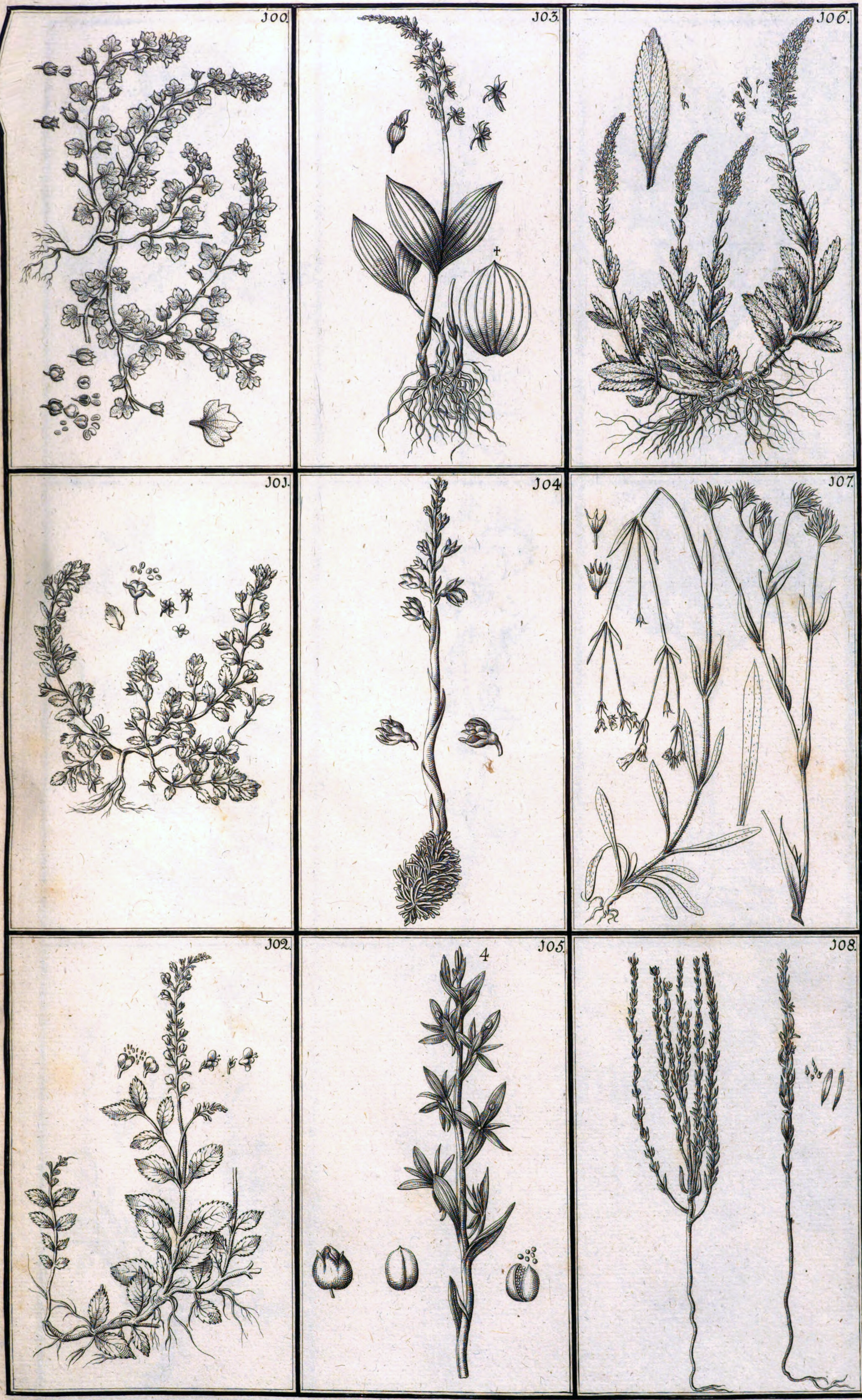
Tab. 12
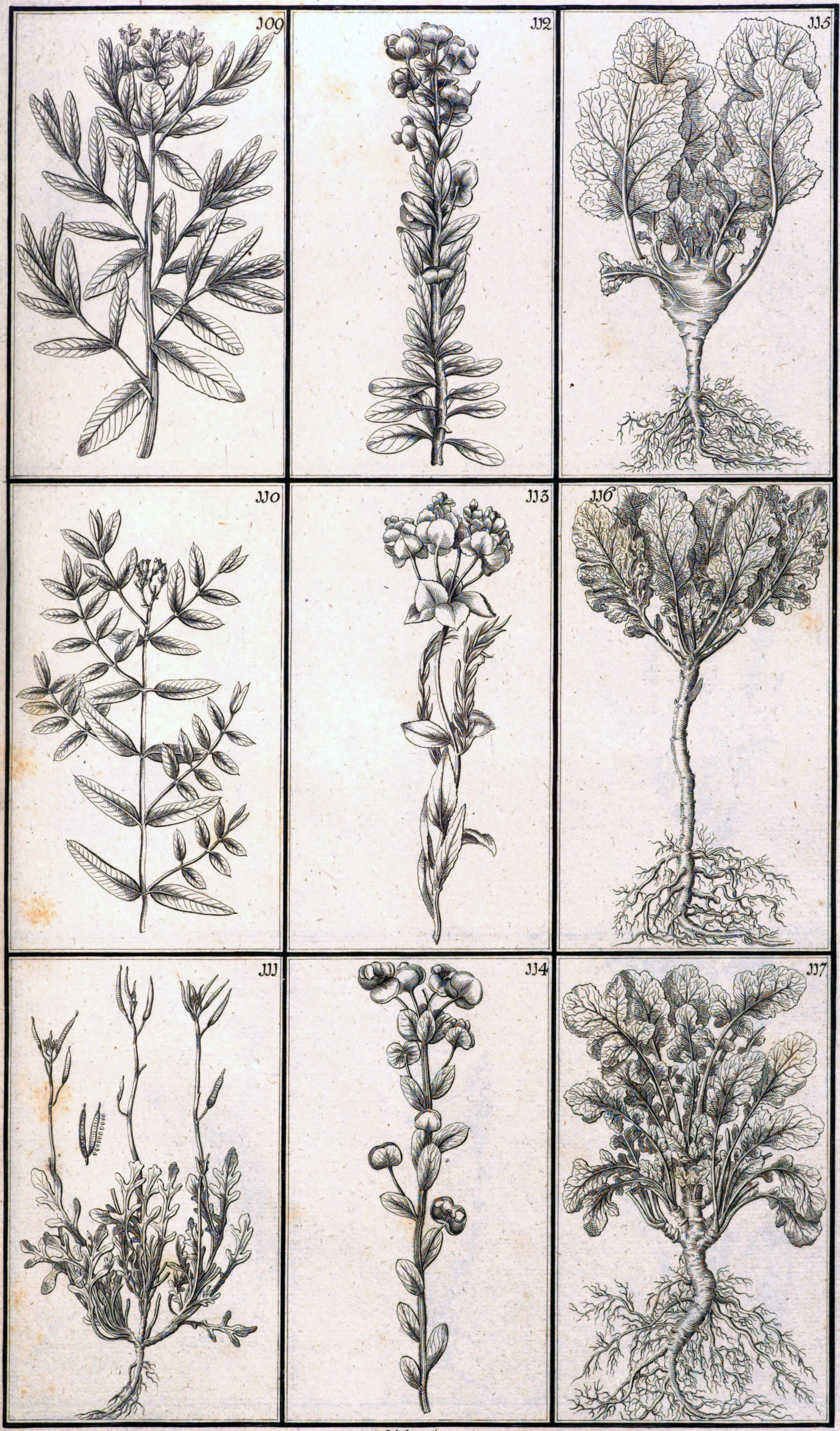
Tab. 13
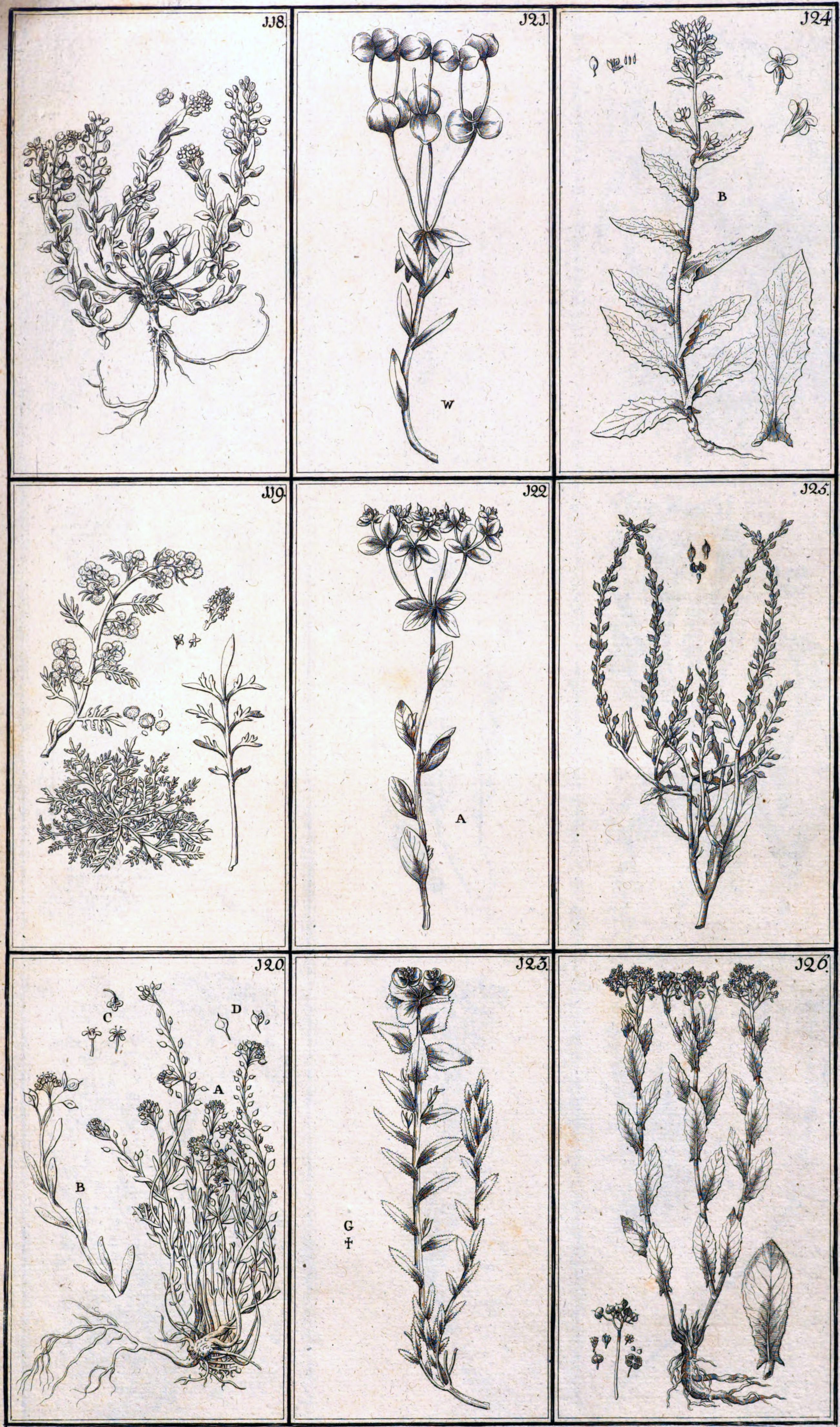
Tab. 14
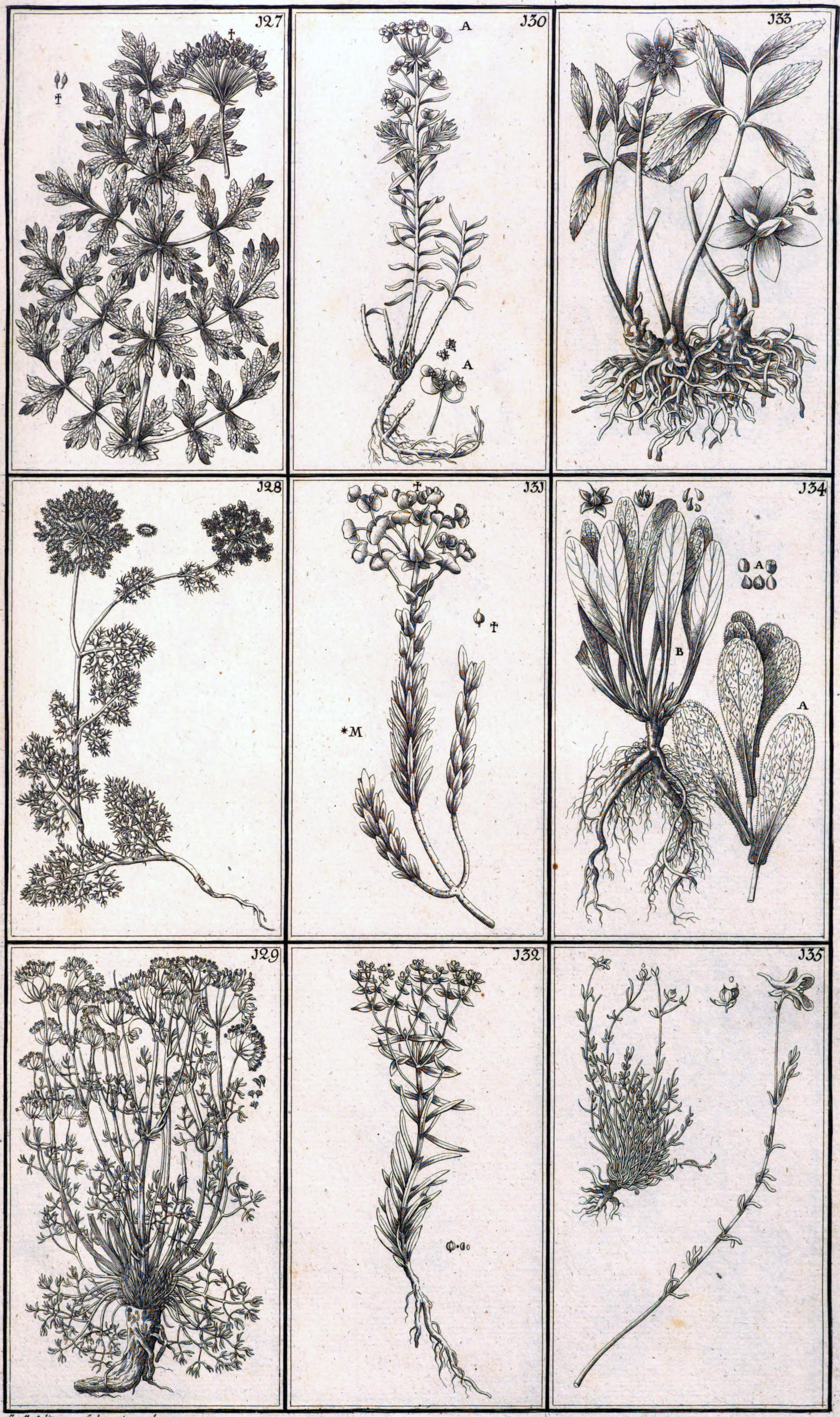
Tab. 15
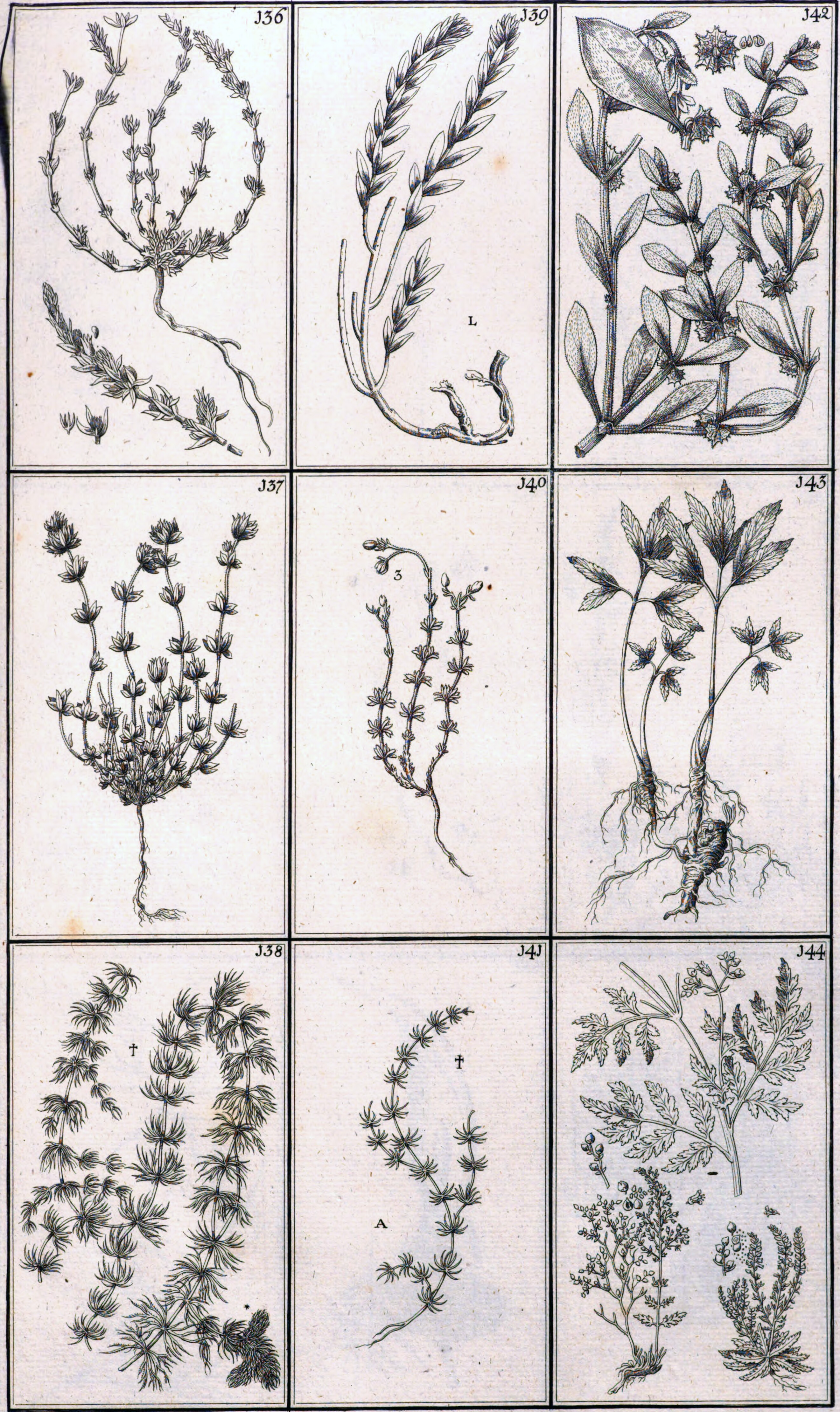
Tab. 16
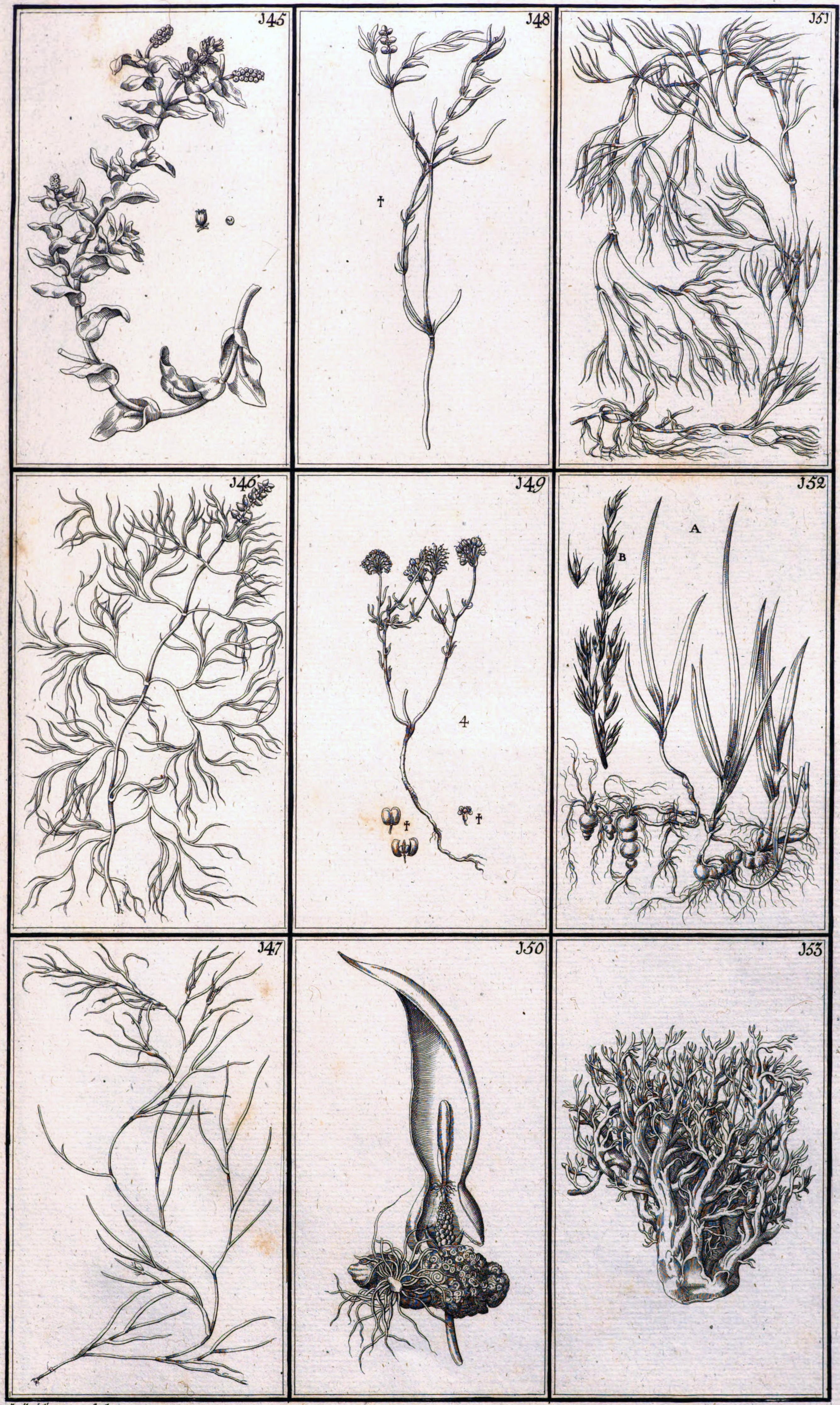
Tab. 17
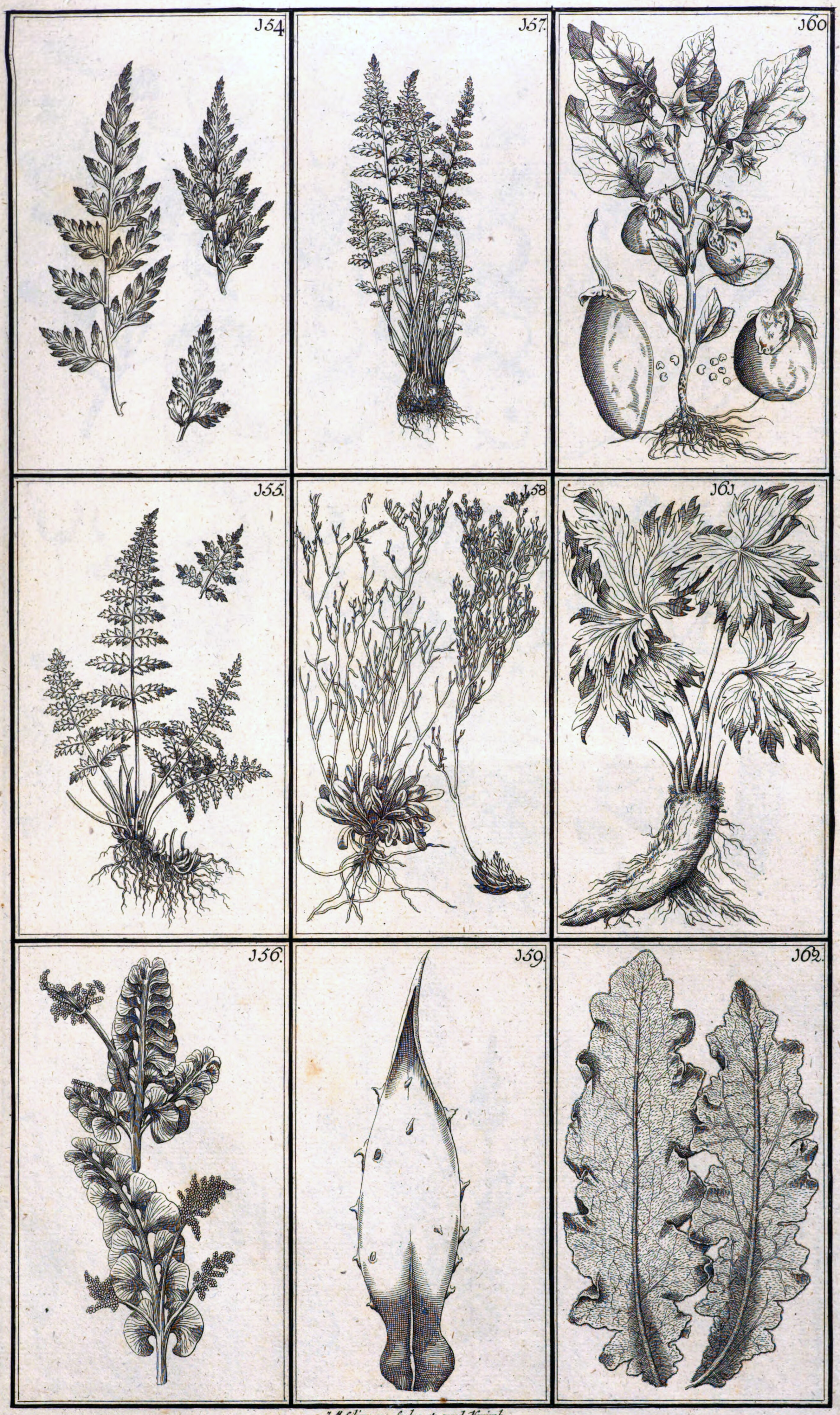
Tab. 18
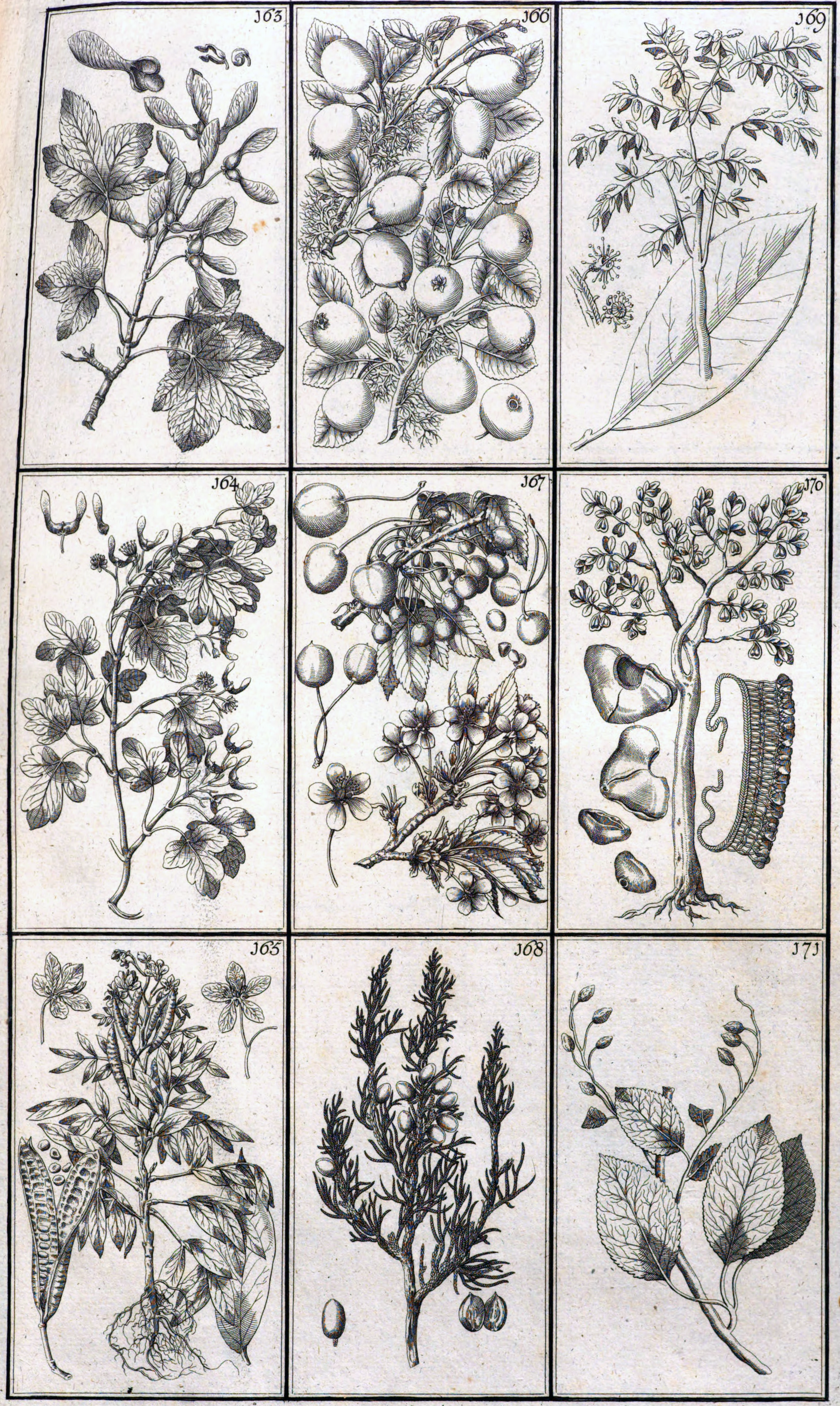
Tab. 19
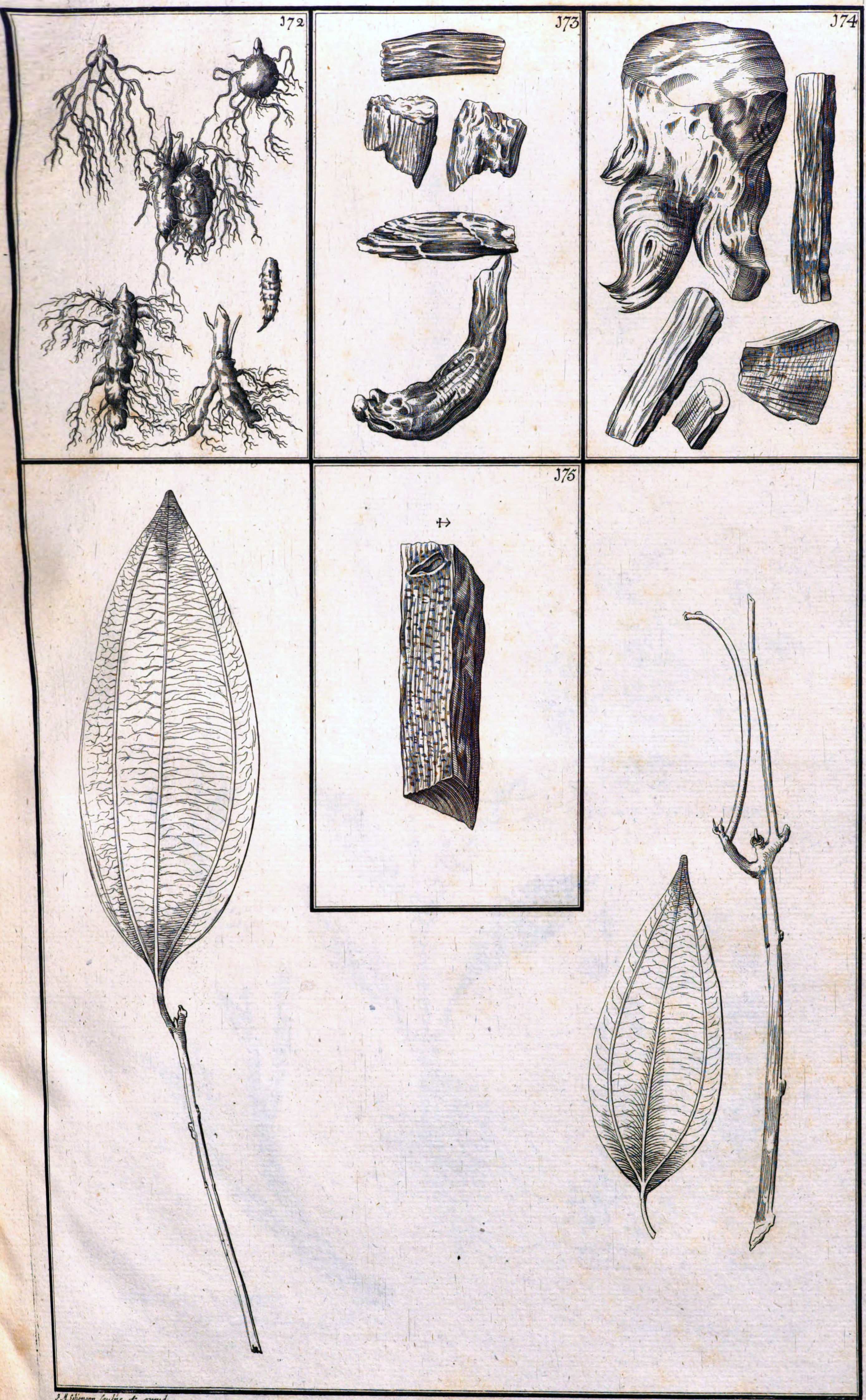
Tab. 20
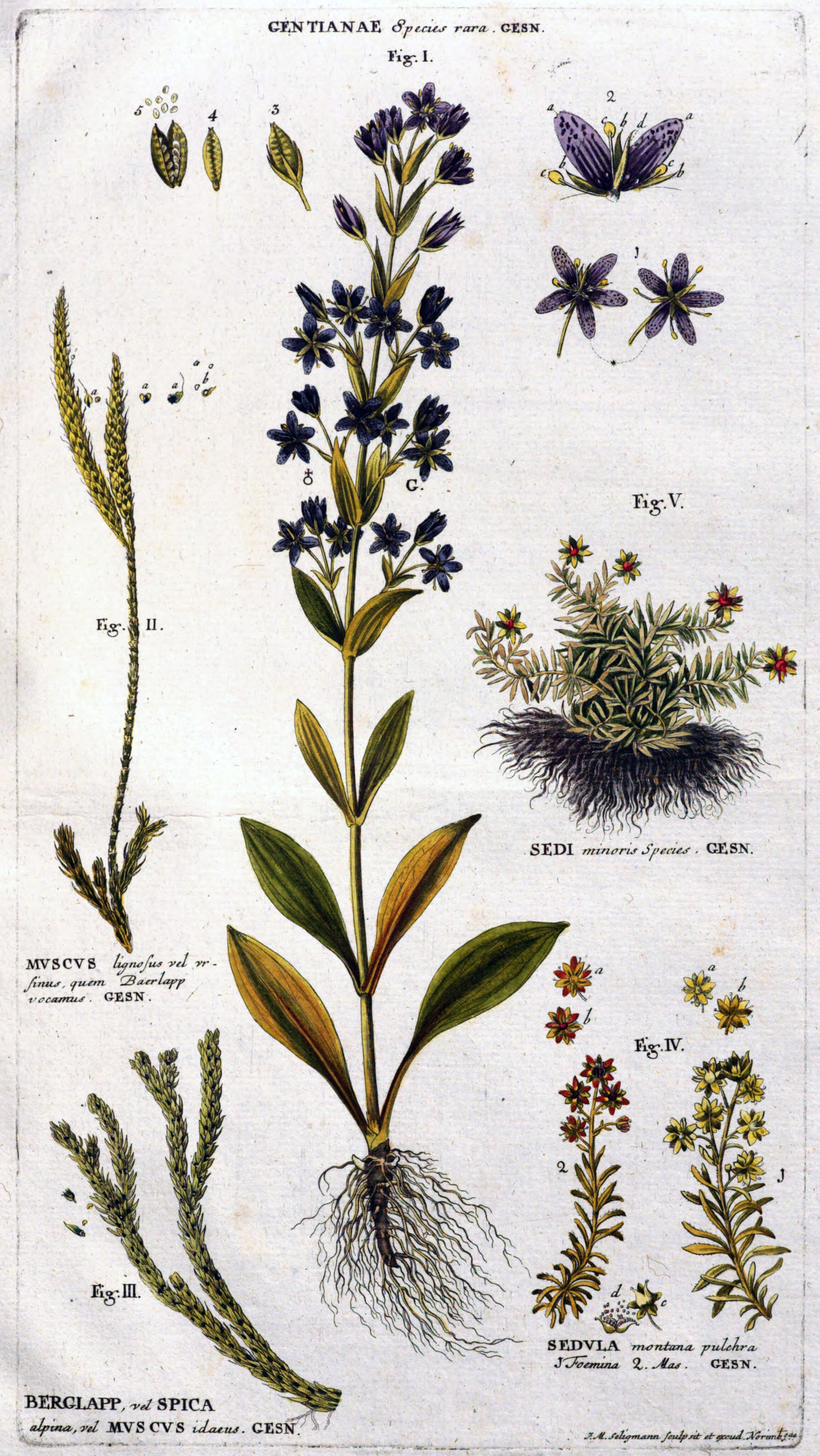
Fig. I-V

Historiae plantarum fasciculus
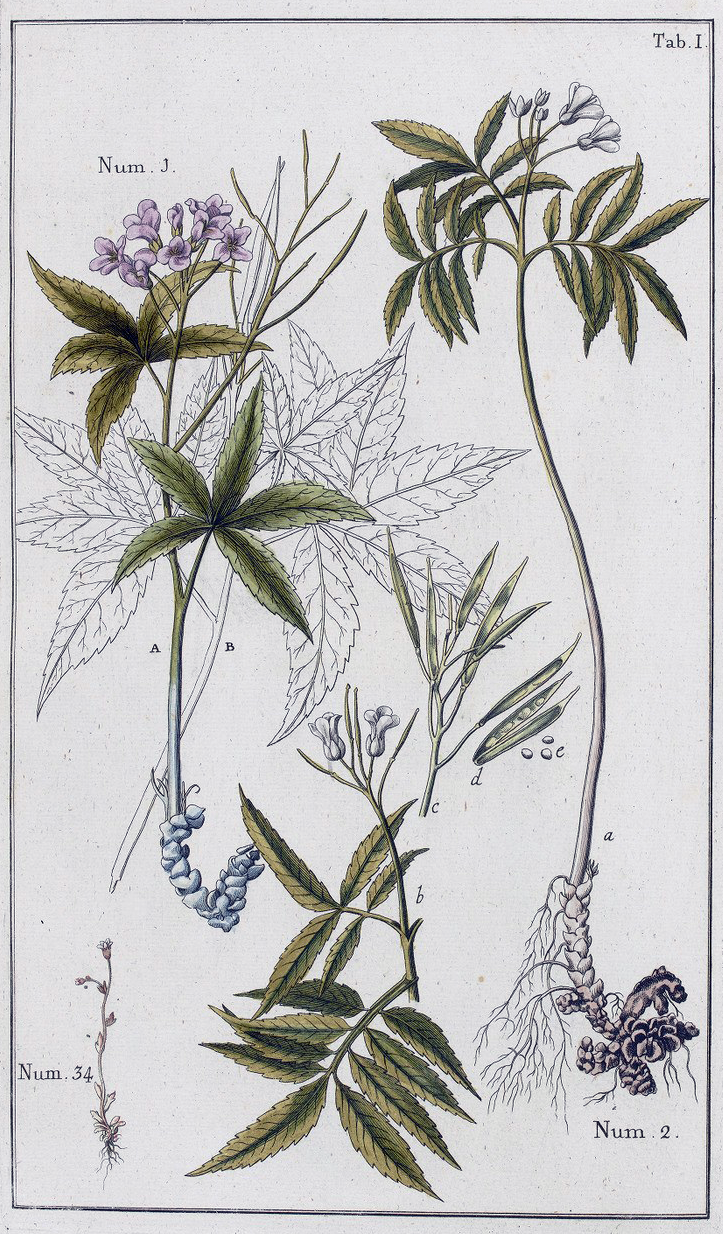
Tab. I
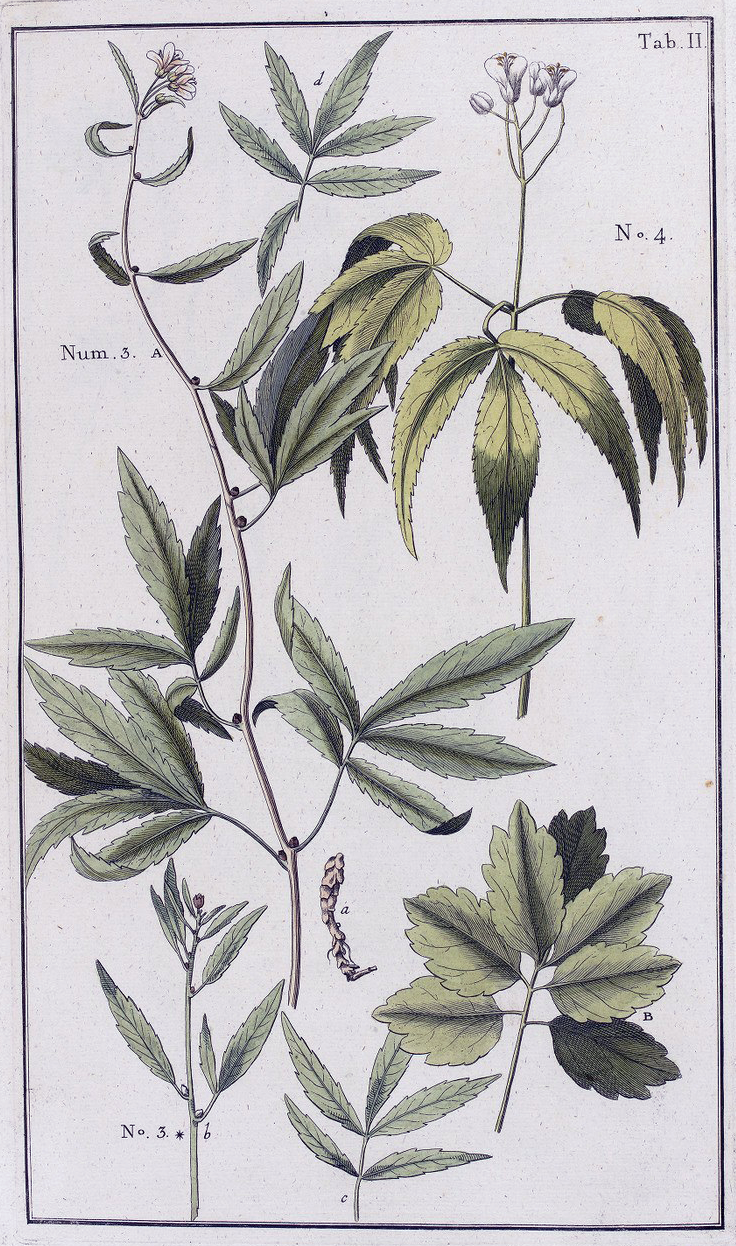
Tab. II
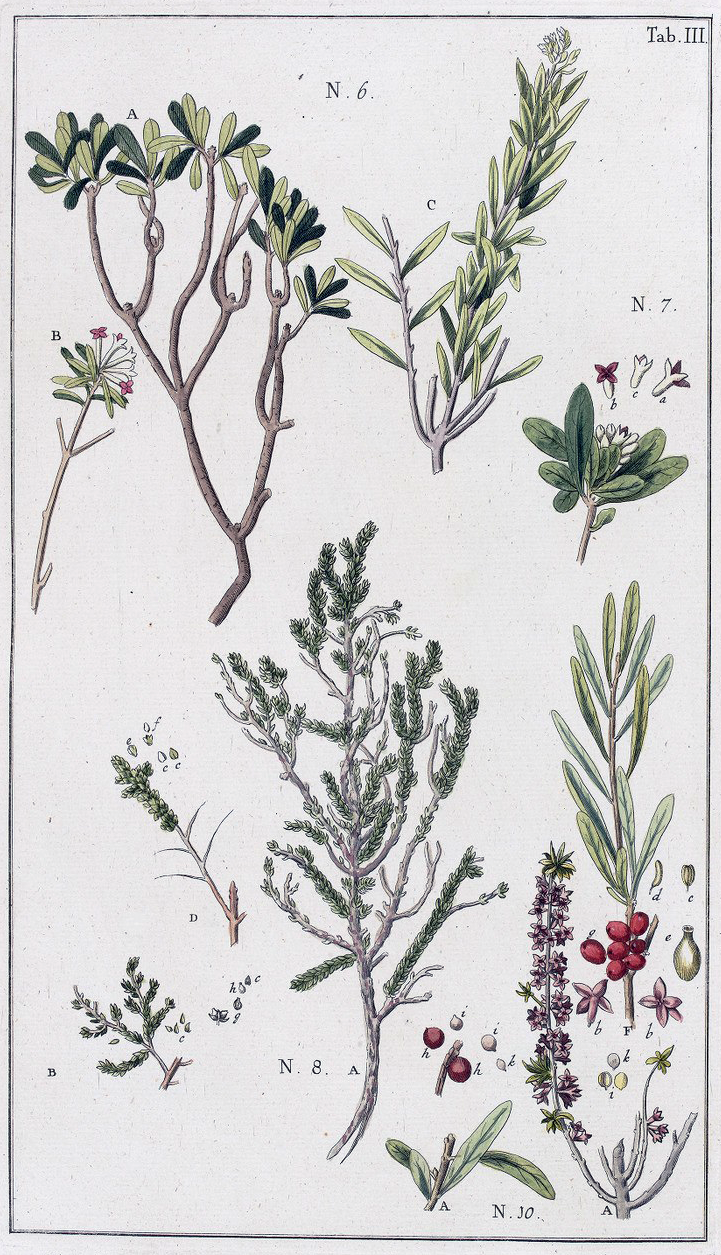
Tab. III
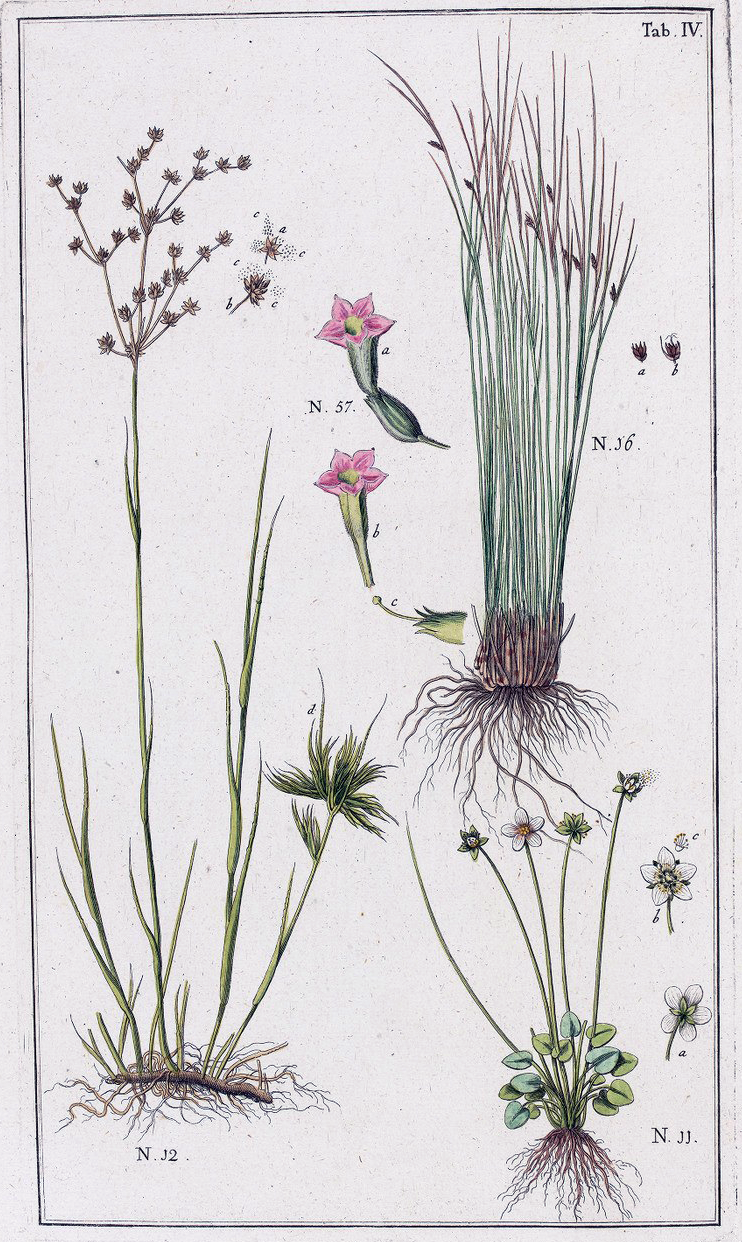
Tab. IV
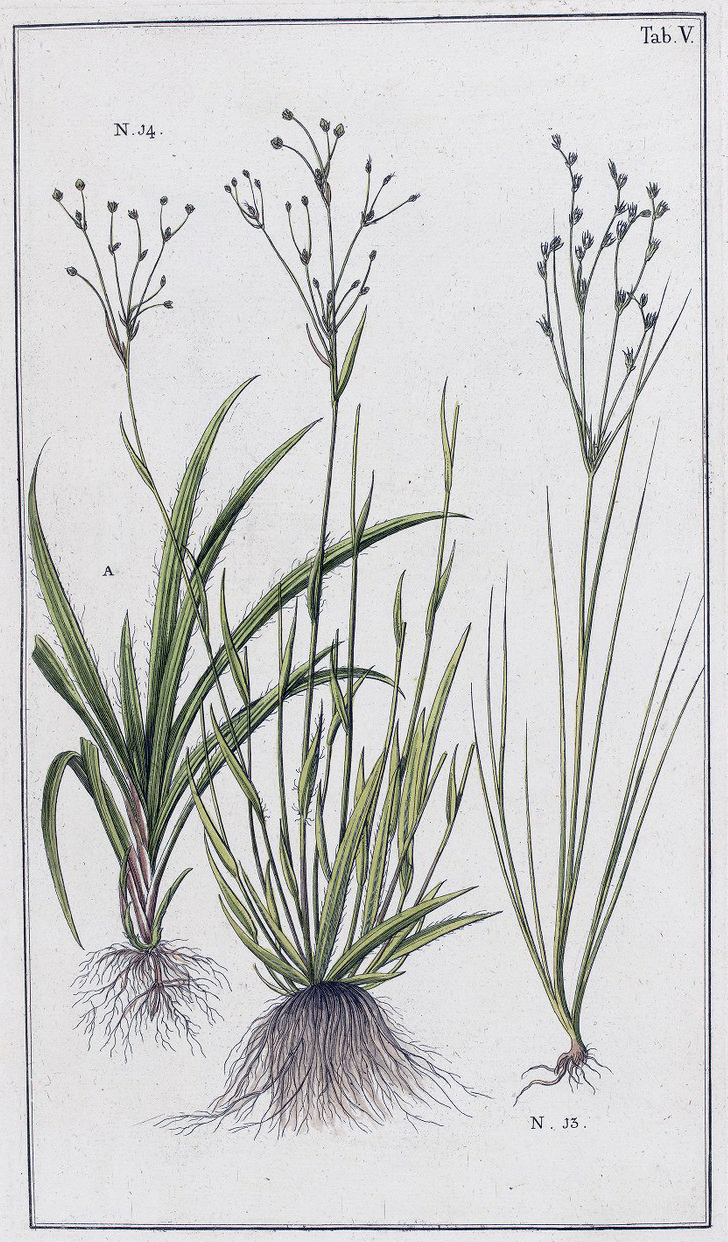
Tab. V
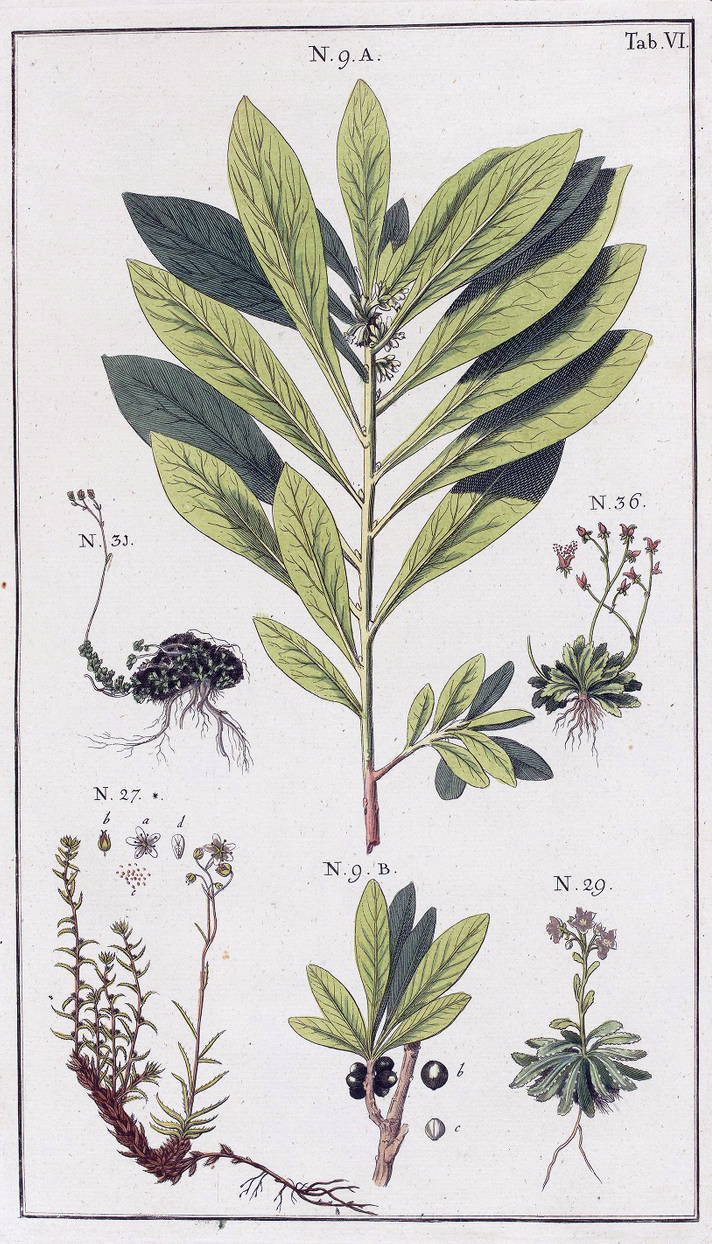
Tab. VI
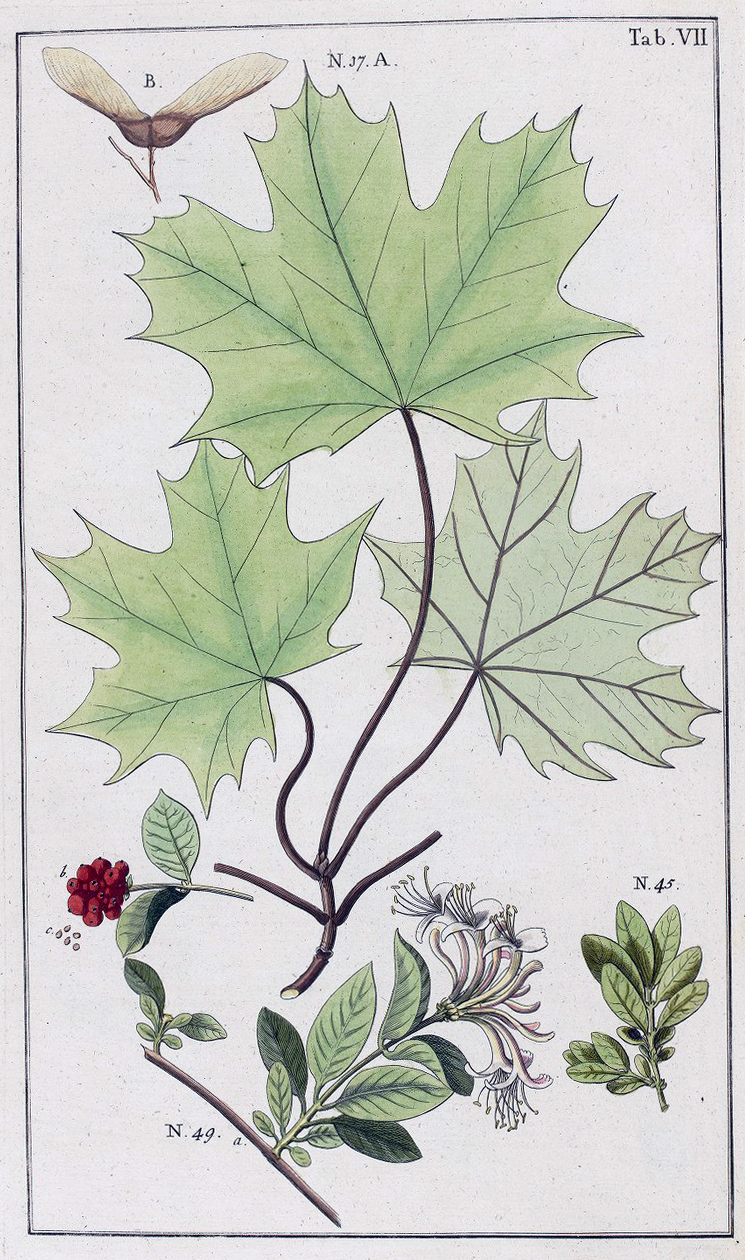
Tab. VII
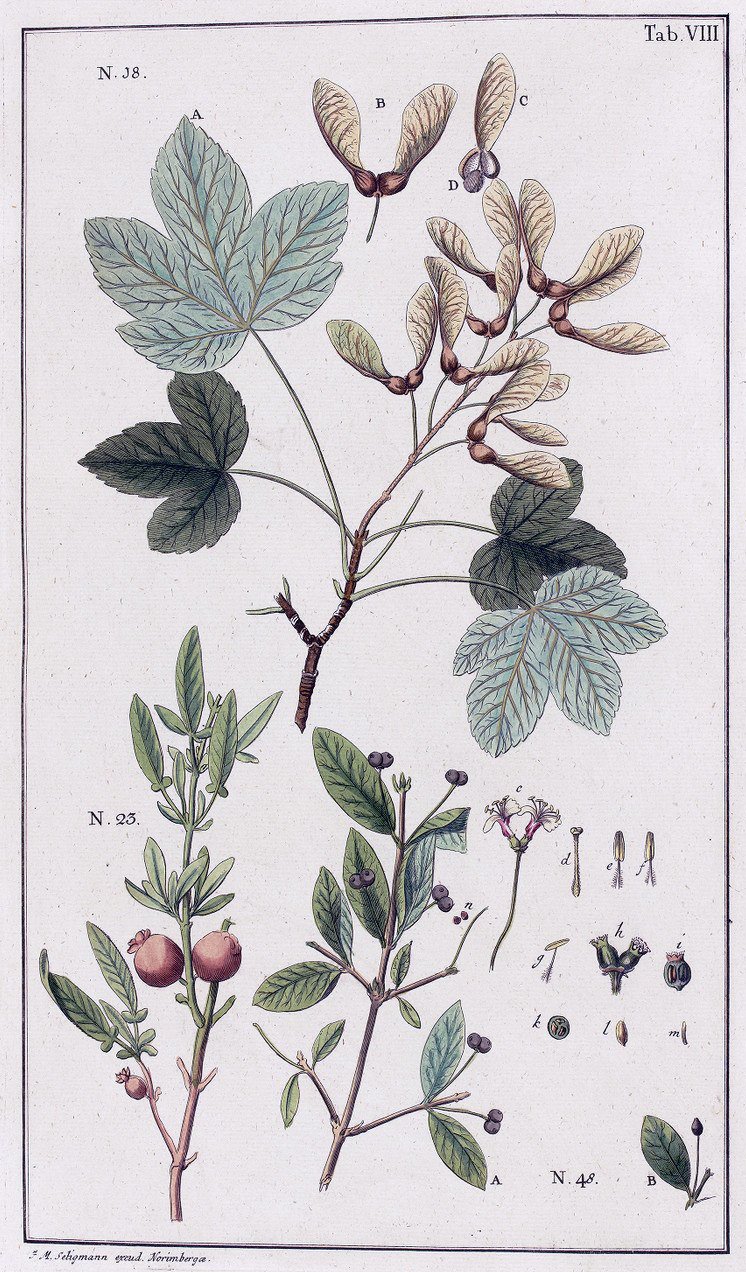
Tab. VIII
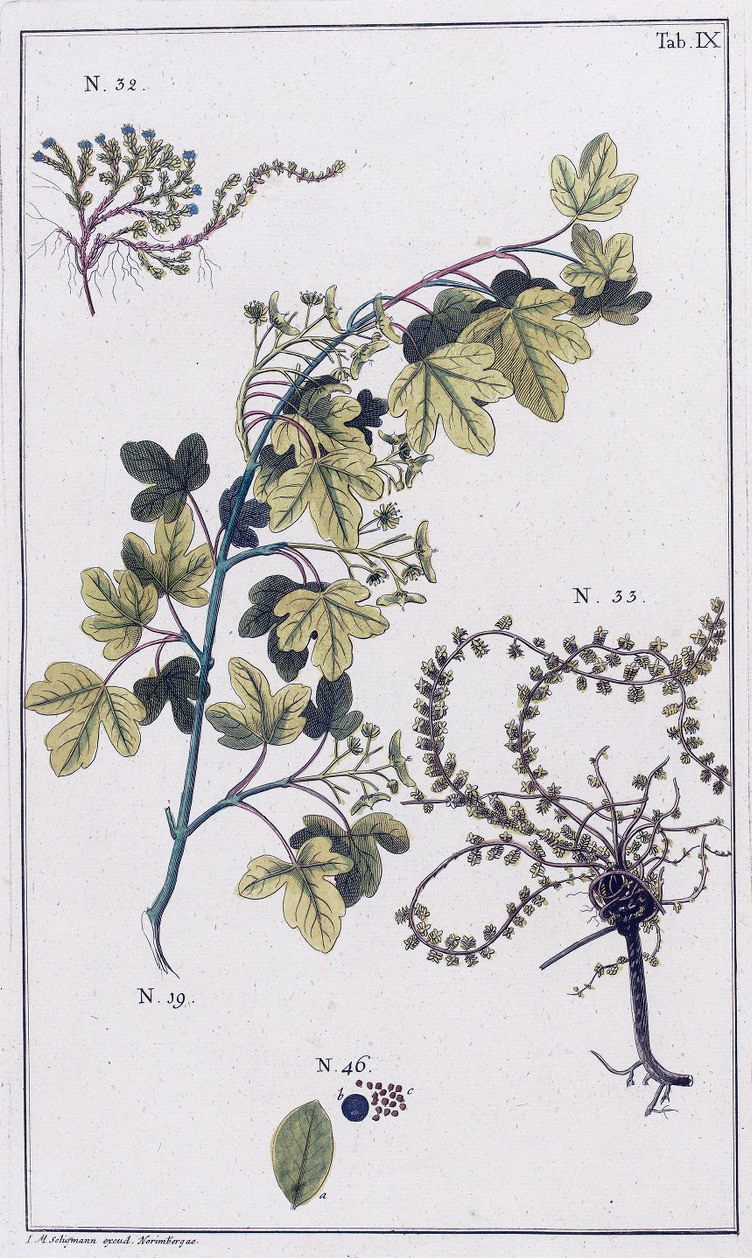
Tab. IX
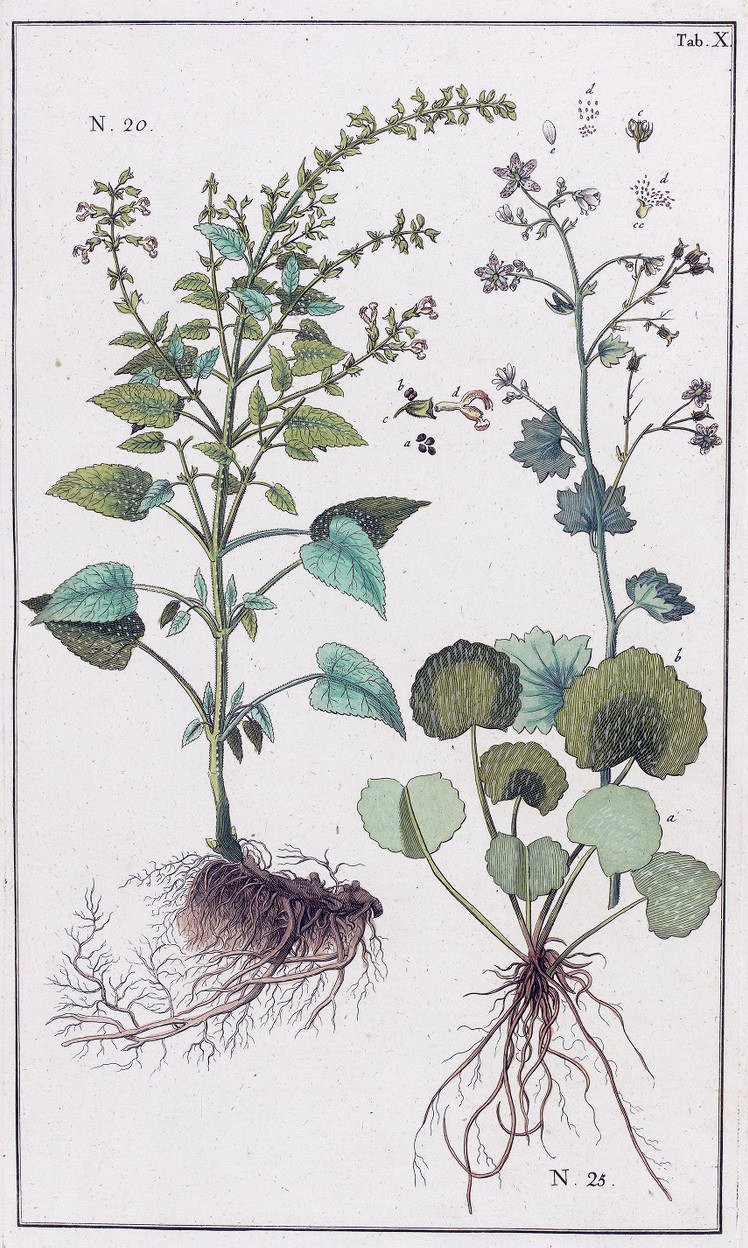
Tab. X
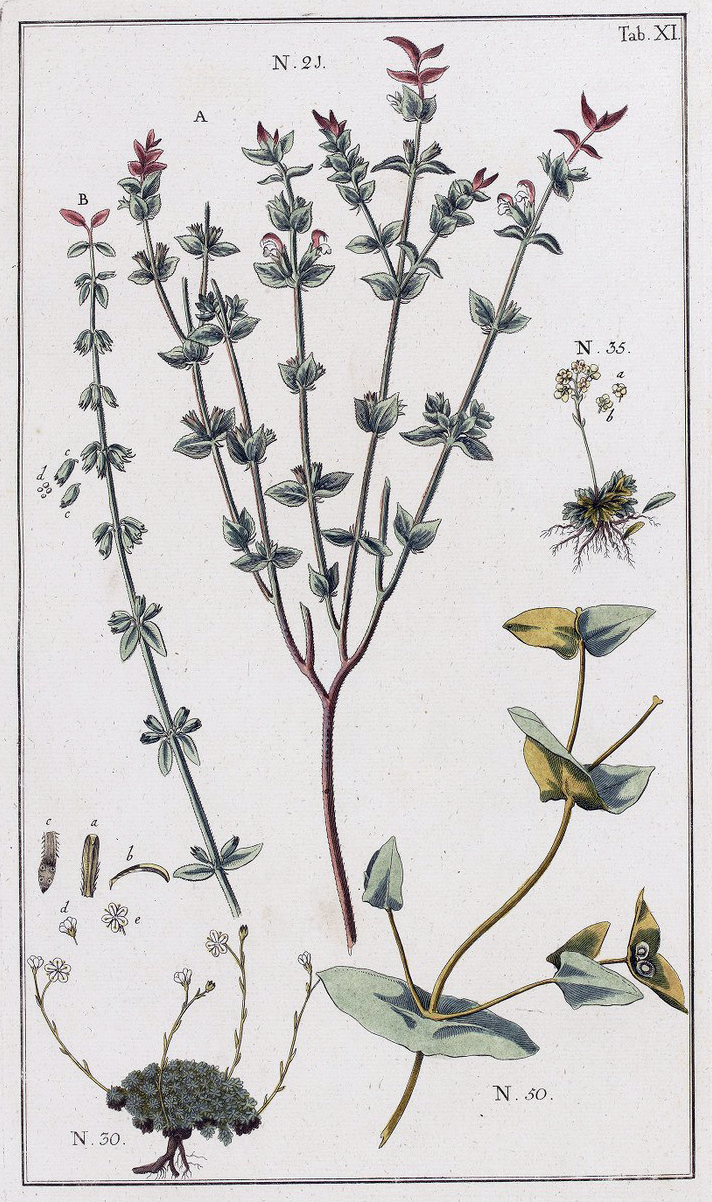
Tab. XI
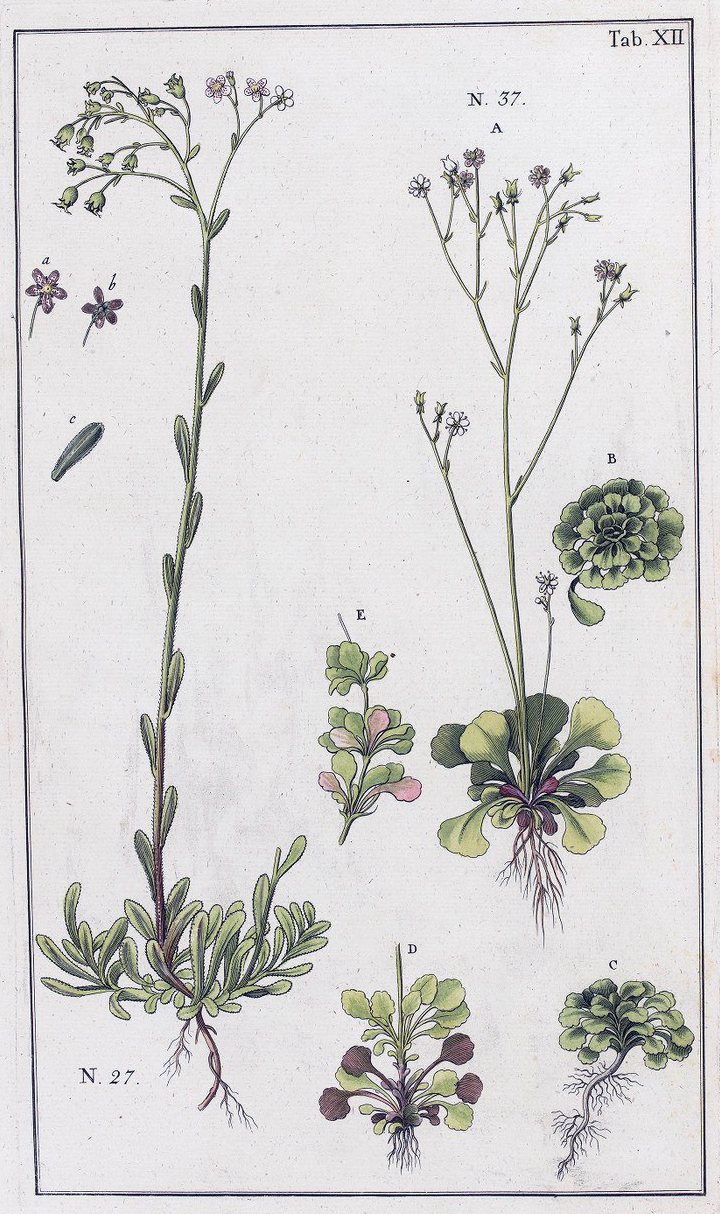
Tab. XII
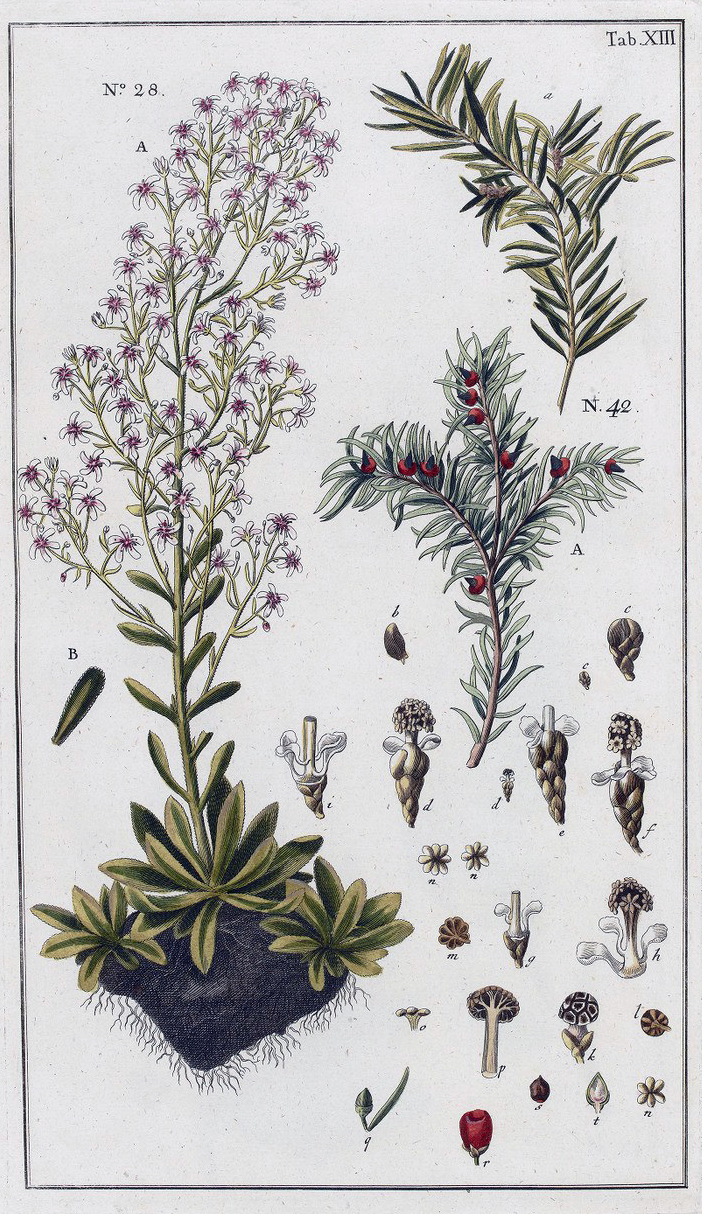
Tab. XIII
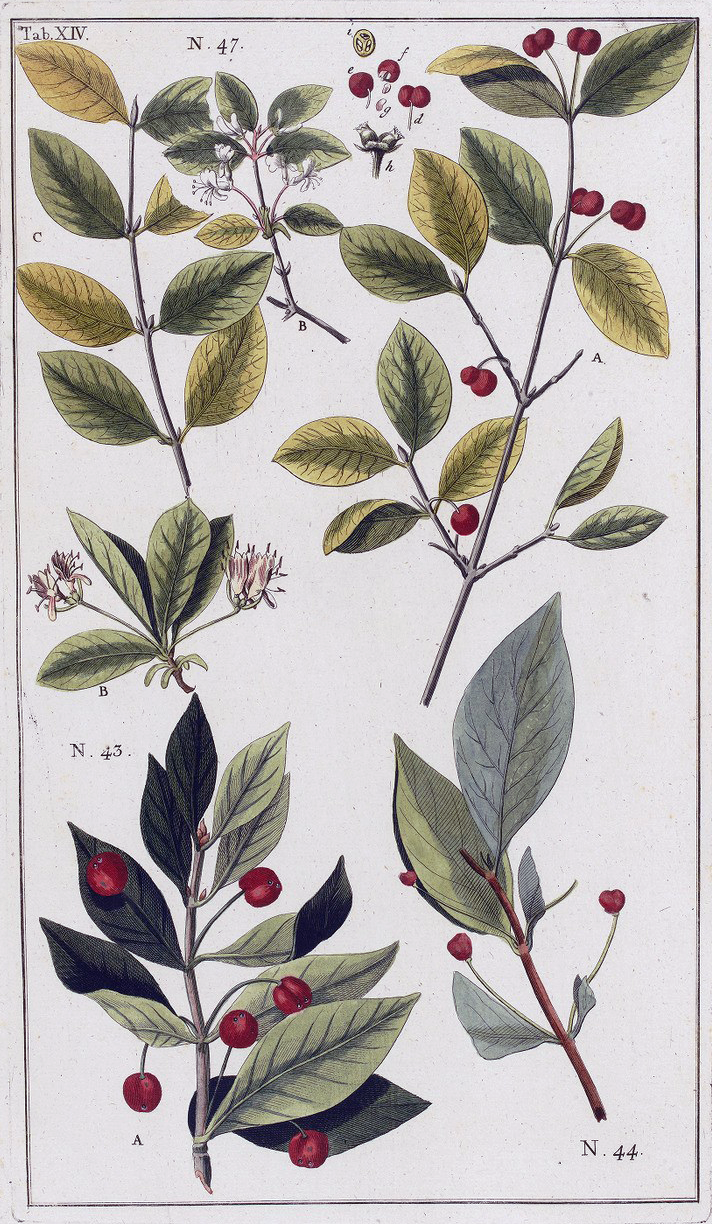
Tab. XIV

### Abgebildete Arten
Im Textteil des 1759 erschienenen ersten Teils des zweiten Bandes werden 50 Arten besprochen. Nicht alle sind auf den Tafeln abgebildet. Schmidel verwies bei den Artbesprechungen im jeweils vorangestellten Synonymteil jetzt meist auch
auf Carl von Linnés Species Plantarum (1753). Dabei zitierte er Linnés „diagnostische Phrasen“ und nicht seine zweiteiligen Namen (Binomen). D.h. Linnés Daphne thymelaea wurde als Daphne floribus sessilibus aggregatis lateralibus, foliis lanceolatis obtususulis subtus tomentosis gelistet.
| Tafel     | Nummer  | Seite    | Name lt. Species Plantarum (1753)                         | Name heute                                                |
| --------- | ------- | -------- | --------------------------------------------------------- | --------------------------------------------------------- |
| Tab. I    | Num. 1  | S. 1–2   | Dentaria pentaphyllos var. β Dentaria pentaphyllos var. γ | Finger-Zahnwurz (Cardamine pentaphyllos)                  |
| Tab. I    | Num. 2  | S. 2–3   | Dentaria pentaphyllos var. α                              | Finger-Zahnwurz (Cardamine pentaphyllos)                  |
| Tab. I    | Num. 34 | S. 26–27 | Saxifraga tridactylites                                   | Dreifinger-Steinbrech (Saxifraga tridactylites)           |
| Tab. II   | Num. 3  | S. 3–4   | Dentaria bulbifera                                        | Zwiebel-Zahnwurz (Cardamine bulbifera)                    |
| Tab. II   | Num. 4  | S. 4–5   | Dentaria enneaphyllos                                     | Quirlblättrige Zahnwurz (Cardamine enneaphyllos)          |
| Tab. III  | Num. 6  | S. 5–6   | Daphne cneorum                                            | Rosmarin-Seidelbast (Daphne cneorum)                      |
| Tab. III  | Num. 7  | S. 6     | Daphne thymelaea                                          | Spatzenzunge (Thymelaea passerina)                        |
| Tab. III  | Num. 8  | S. 6–7   | Passerina hirsuta                                         | Behaarte Spatzenzunge (Thymelaea hirsuta)                 |
| Tab. III  | Num. 10 | S. 9     | Daphne mezereum                                           | Echter Seidelbast (Daphne mezereum)                       |
| Tab. IV   | Num. 11 | S. 9–10  | Parnassia palustris                                       | Sumpf-Herzblatt (Parnassia palustris)                     |
| Tab. IV   | Num. 12 | S. 10–11 | Juncus articulatus                                        | Glieder-Binse (Juncus articulatus)                        |
| Tab. IV   | Num. 15 | S. 13–14 | Juncus pilosus var. ε                                     | Behaarte Hainsimse (Luzula pilosa)                        |
| Tab. IV   | Num. 16 | S. 14–15 | Juncus trifidus                                           | Dreiblatt-Binse (Juncus trifidus)                         |
| Tab. V    | Num. 13 | S. 12    |                                                           |                                                           |
| Tab. V    | Num. 14 | S. 12–13 | Juncus pilosus                                            | Behaarte Hainsimse (Luzula pilosa)                        |
| Tab. VI   | Num. 9  | S. 7–8   | Daphne laureola                                           | Lorbeer-Seidelbast (Daphne laureola)                      |
| Tab. VI   | Num. 27 | S. 22    | Saxifraga aspera                                          | Rauer Steinbrech (Saxifraga aspera)                       |
| Tab. VI   | Num. 29 | S. 24    | Saxifraga cotyledon var. ε                                | Strauß-Steinbrech (Saxifraga cotyledon)                   |
| Tab. VI   | Num. 31 | S. 25    | Saxifraga cespitosa                                       | Saxifraga cespitosa                                       |
| Tab. VI   | Num. 36 | S. 28    | Saxifraga stellaris                                       | Stern-Steinbrech (Saxifraga stellaris)                    |
| Tab. VII  | Num. 17 | S. 15    | Acer platanoides                                          | Spitzahorn (Acer platanoides)                             |
| Tab. VII  | Num. 45 | S. 35–36 | Lonicera caerulea                                         | Blaue Heckenkirsche (Lonicera caerulea)                   |
| Tab. VII  | Num. 49 | S. 38–39 | Lonicera periclymenum                                     | Waldgeißblatt (Lonicera periclymenum)                     |
| Tab. VIII | Num. 18 | S. 15–16 | Acer pseudoplatanus                                       | Berg-Ahorn (Acer pseudoplatanus)                          |
| Tab. VIII | Num. 23 | S. 19    | Salvia pomifera                                           | Apfeltragende Salbei (Salvia pomifera)                    |
| Tab. VIII | Num. 48 | S. 37–38 | Lonicera nigra                                            | Schwarze Heckenkirsche (Lonicera nigra)                   |
| Tab. IX   | Num. 19 | S. 16–17 | Acer campestre                                            | Feldahorn (Acer campestre)                                |
| Tab. IX   | Num. 32 | S. 26    | Saxifraga oppositifolia                                   | Gegenblättriger Steinbrech (Saxifraga oppositifolia)      |
| Tab. IX   | Num. 33 | S. 26    |                                                           |                                                           |
| Tab. IX   | Num. 46 | S. 36    |                                                           |                                                           |
| Tab. X    | Num. 20 | S. 17    | Salvia glutinosa                                          | Klebriger Salbei (Salvia glutinosa)                       |
| Tab. X    | Num. 25 | S. 19–20 | Saxifraga rotundifolia                                    | Rundblättriger Steinbrech (Saxifraga rotundifolia)        |
| Tab. XI   | Num. 21 | S. 17–18 | Salvia horminum                                           | Buntschopf-Salbei (Salvia viridis)                        |
| Tab. XI   | Num. 30 | S. 24–25 | Saxifraga caesia                                          | Blaugrüner Steinbrech (Saxifraga caesia)                  |
| Tab. XI   | Num. 35 | S. 27    |                                                           |                                                           |
| Tab. XI   | Num. 50 | S. 39    | Lonicera caprifolium                                      | Gartengeißblatt (Lonicera caprifolium)                    |
| Tab. XII  | Num. 27 | S. 21–23 | Saxifraga cotyledon                                       | Strauß-Steinbrech (Saxifraga cotyledon)                   |
| Tab. XII  | Num. 37 | S. 29–30 | Saxifraga geum                                            | Saxifraga ×geum (= Saxifraga hirsuta × Saxifraga umbrosa) |
| Tab. XIII | Num. 28 | S. 23    | Saxifraga cotyledon var. ε Saxifraga cotyledon var. γ     | Strauß-Steinbrech (Saxifraga cotyledon)                   |
| Tab. XIII | Num. 42 | S. 33    | Taxus baccata                                             | Europäische Eibe (Taxus baccata)                          |
| Tab. XIV  | Num. 43 | S. 33–34 | Lonicera alpigena                                         | Alpen-Heckenkirsche (Lonicera alpigena)                   |
| Tab. XIV  | Num. 44 | S. 34–35 |                                                           |                                                           |
| Tab. XIV  | Num. 47 | S. 36–37 | Lonicera xylosteum                                        | Rote Heckenkirsche (Lonicera xylosteum)                   |

Carl von Linné: Species Plantarum. 1. Auflage, Lars Salvius, Stockholm 1753
1. ↑  S. 654 (online).
2. ↑  S. 654 (online).
3. ↑  S. 404, Nr. 25 (online).
4. ↑  S. 653 (online).
5. ↑  S. 653 (online).
6. ↑  S. 357 (online).
7. ↑  S. 356 (online).
8. ↑  S. 559 (online).
9. ↑  S. 356, Nr. 1 (online).
10. ↑  S. 273 (online).
11. ↑  S. 327 (online).
12. ↑  S. 329, Nr. 13 (online).
13. ↑  S. 326, Nr. 6 (online).
14. ↑  S. 329, Nr. 13 (online).
15. ↑  S. 357 (online).
16. ↑  S. 402, Nr. 15 (online).
17. ↑  S. 398–399, Nr. 1 (online).
18. ↑  S. 404, Nr. 27 (online).
19. ↑  S. 400, Nr. 8 (online).
20. ↑  S. 1055, Nr. 5 (online).
21. ↑  S. 174, Nr. 9 (online).
22. ↑  S. 173, Nr. 3 (online).
23. ↑  S. 1054, Nr. 2 (online).
24. ↑  S. 24, Nr. 5 (online).
25. ↑  S. 173, Nr. 4 (online).
26. ↑  S. 1055, Nr. 7 (online).
27. ↑  S. 402, Nr. 14 (online).
28. ↑  S. 26, Nr. 19 (online).
29. ↑  S. 403, Nr. 19 (online).
30. ↑  S. 24, Nr. 8 (online).
31. ↑  S. 399, Nr. 4 (online).
32. ↑  S. 173, Nr. 1 (online).
33. ↑  S. 398, Nr. 1 (online).
34. ↑  S. 401, Nr. 11 (online).
35. ↑  S. 398, Nr. 1 (online).
36. ↑  S. 1040, Nr. 1 (online).
37. ↑  S. 174, Nr. 8 (online).
38. ↑  S. 174, Nr. 6 (online).

## Bibliografie
- Conradi Gesneri […] Opera botanica per duo saecula desiderata quorum pars prima prodromi loco continet figuras ultra CCCC. minoris formae partim ligno excisas partim aeri insculptas omnia ex bibliotheca D. Christophori Iacobi Trew […] nunc primum in lucem edidit et praefatus est D. Casimirus Christophorus Schmiedel […]. Johann Michael Seligmann, Nürnberg 1751 (Digitalisat).
  - Johann Michael Seligmann, Nürnberg 1753 (Digitalisat).
  - Johann Michael Seligmann, Nürnberg 1754 (Digitalisat, ÖNB; Digitalisat, HHU).
- Conradi Gesneri […] Historiae plantarum fasciculus quem ex biblioteca D. Christophorus Jacobi Trew […] edidit et illustravit D. Casimirus Christophorus Schmiedel […]. Johann Michael Seligmann, Nürnberg 1759 (Digitalisat).
- Conradi Gesneri […] Historiae plantarum fasciculus secundus quem ex biblioteca D. Christophorus Jacobi Trew […] edidit et illustravit D. Casimirus Christophorus Schmiedel […]. Adam Ludwig Wirsing, Nürnberg 1770.
- Conradi Gesneri […] Opera botanica per duo saecula desiderata quorum pars secunda continet centuriam primam plantarum maximam partem figuris aeneis expressarum quam ex bibliotheca D. Christophori Iacobi Trew […] edidit atque historiam fatorum operis ex eiusdem chartis manuscriptis in latinum versam adjecit D. Casimirus Christophorus Schmiedel […]. Adam Ludwig Wirsing, Nürnberg 1771 (Digitalisat).